# Louis Nicolas Davout
Pour les autres membres de la famille, voir Famille d'Avout.
Louis Nicolas d’Avout puis Davout, duc d'Auerstaedt, prince d'Eckmühl, né le 10 mai 1770 à Annoux en Bourgogne et mort le 1er juin 1823 à Paris, est un général français de la Révolution et de l’Empire, élevé à la dignité de maréchal d'Empire par Napoléon en 1804.
Issu d'une famille de petite noblesse, Davout fait ses premières armes dans l'armée de l'Ancien Régime avant d'embrasser les idées révolutionnaires et de devenir dès 1791 chef de bataillon des volontaires de l'Yonne. Dès lors, son avancement est fulgurant : général de brigade en juillet 1793, il participe à la campagne d'Égypte sous les ordres de Napoléon Bonaparte avant d'être promu général de division en 1800. Il inaugure son nouveau commandement en prenant la tête de la cavalerie de l'armée d'Italie avec laquelle il se signale à Pozzolo. Le 19 mai 1804, Napoléon, devenu empereur, élève Davout à la dignité de maréchal d'Empire.
Davout joue un rôle majeur lors des guerres napoléoniennes, notamment à Austerlitz en 1805 et à Auerstaedt en 1806 où il met en déroute la principale armée prussienne. En récompense de cette dernière victoire, l'Empereur lui octroie, le 25 octobre 1806, l'honneur d'entrer le premier dans Berlin. Davout se distingue par la suite à la bataille d'Eylau, avant d'occuper les fonctions de gouverneur général du duché de Varsovie. Commandant en chef de l'armée d'Allemagne en l'absence de l'Empereur, il participe avec brio à la campagne d'Allemagne et d'Autriche à l'issue de laquelle il reçoit le titre de prince d'Eckmühl. Employé en Russie, où il dirige le Ier corps, puis en Allemagne après la retraite des troupes françaises, Davout s'enferme dans Hambourg et parvient à résister aux attaques des armées alliées jusqu'à la chute du régime impérial. Passif sous la Première Restauration, le maréchal se rallie pendant les Cent-Jours à Napoléon Ier qui le nomme ministre de la Guerre. Après la défaite de Waterloo, il se retire dans ses terres de Savigny-sur-Orge.
Considéré comme le meilleur subordonné de Napoléon sur le plan tactique, Davout est le seul maréchal de l'Empire à être resté invaincu au cours de sa carrière militaire. D'un caractère difficile et exigeant envers ses officiers, il se montre particulièrement sévère sur l'entraînement et la discipline de ses troupes. Il est toutefois critiqué par l'Empereur à Sainte-Hélène qui déclare, amer : « Il a fini par trahir comme les autres quand il a vu ma cause en péril, et, quand il l'a vue perdue, il a voulu conserver ses honneurs et tout ce qu'il me devait de richesses et de grandeurs ; il m'a mal servi […] Vous ne connaissez pas les hommes, vous ne connaissez pas Davout comme moi ».

## Jeunesse et origines familiales
« Quand un D'Avout sort du berceau, une épée sort de son fourreau. »

— Adage de la famille D'Avout.
Louis Nicolas d’Avout, né le 10 mai 1770 à Annoux en Bourgogne, est le fils de Jean François d’Avout et d’Adélaïde Minard de Velars. Issu d’une famille de noblesse d’épée destinant traditionnellement ses enfants au service du roi, Louis Nicolas, qui s'impose au cours de sa carrière comme un spécialiste du combat d’infanterie, naît paradoxalement dans une famille tournée vers la cavalerie. Son père, comme son grand-père avant lui, est officier au régiment Royal-Champagne cavalerie.
En 1779, alors qu’il a neuf ans, son père meurt des suites d’un accident de chasse. Davout est alors placé, en début d’année 1780, au collège bénédictin d'Auxerre jusqu’à ce que ses aptitudes lui permettent, à la fin de l’été 1785, de faire partie des quelques cadets gentilshommes désignés pour l'École militaire supérieure de Paris. Il intègre l’école militaire le 27 septembre 1785, pour y rester trois ans. Le jeune Napoléon Bonaparte, également pensionnaire de cet établissement, la quitte un mois plus tôt.
À sa sortie en février 1788, la France est en ébullition : la Révolution en gestation glisse inexorablement des salons vers la rue. Louis Nicolas, qui rejoint le régiment de Royal-Champagne en qualité de sous-lieutenant, embrasse avec engouement la cause révolutionnaire. Sa sympathie pour les idées nouvelles le fait rapidement abandonner la particule ainsi qu’une pension de 200 livres qu’il tient du roi depuis son entrée au collège d’Auxerre. Devenu l'un des principaux fauteurs de troubles du régiment, Davout organise des banquets civiques, constitue un club politique et défie de manière systématique sa hiérarchie.
Cette attitude lui vaut d'être mis aux arrêts pendant six semaines à la citadelle d'Arras avant d’être libéré contre sa démission de l'armée.

## Révolution française

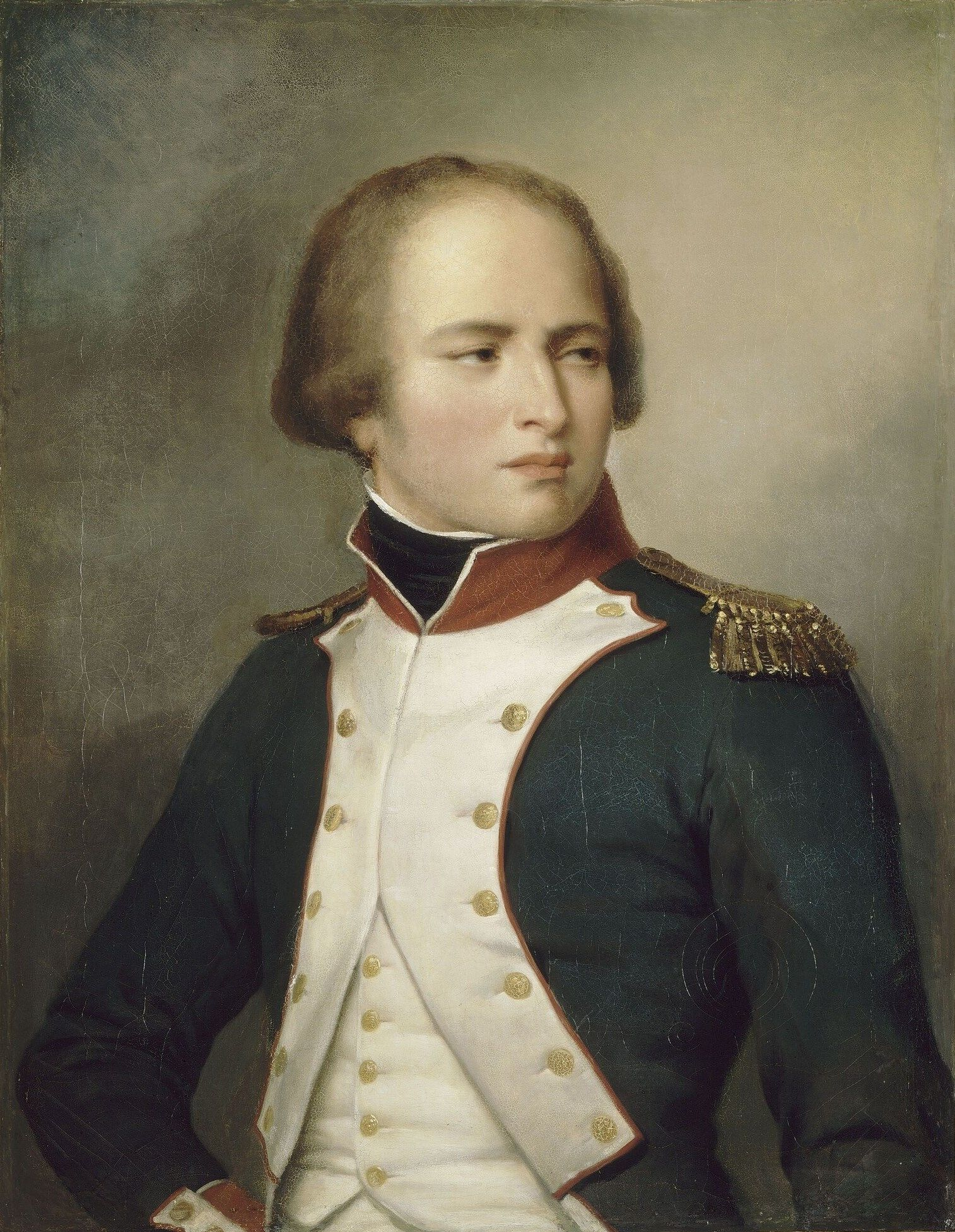
Louis Nicolas Davout en uniforme de lieutenant-colonel des volontaires de l'Yonne, 1792. Huile sur toile d'Alexis-Nicolas Pérignon, 1834, château de Versailles.

Le 21 juin 1791, l’Assemblée constituante décrète la levée de 169 bataillons appelés à renforcer l’armée régulière affaiblie par les troubles internes et l’émigration des cadres. La levée par le département de l’Yonne de quatre bataillons donne à Davout l’occasion de réintégrer l’armée. Il s’enrôle en tant que volontaire et est élu le 26 septembre 1791, par 400 voix sur 585 votants, lieutenant-colonel du 3e bataillon de volontaires de l'Yonne. Il se marie dans la foulée avec Marie de Séguenot — dont il divorce deux ans plus tard du fait de l'inconduite de cette dernière.
Affecté le 20 avril 1792 à l'armée du Nord, après plusieurs mois de cantonnement à l'armée du Centre, Davout se voit chargé, avec son bataillon, de surveiller les mouvements de l'ennemi et de sécuriser les communications entre les garnisons de Condé et de Valenciennes. Réputé pour la bonne tenue de ses troupes et pour l’énergie qu’il déploie à harceler l’ennemi, Davout se distingue rapidement. Il parvient à prendre d’assaut le château de l'Hermitage dans le secteur de Péruwelz en octobre 1792, poursuit vigoureusement les troupes du feld-maréchal Clerfayt après la bataille de Jemappes et se signale avec son bataillon, malgré la défaite, à la bataille de Neerwinden, en mars 1793. C'est toutefois un événement singulier, paradoxalement éloigné des champs de bataille, qui met en lumière les capacités du jeune Davout. Le 4 avril 1793, le général Dumouriez — alors commandant de l'armée du Nord — fait arrêter et livrer à l’ennemi le ministre de la Guerre Beurnonville ainsi que quatre commissaires envoyés par la Convention afin d'obtenir des éclaircissements sur sa conduite. Les rumeurs de trahison se confirmant, Davout prend l'initiative — alors que la confusion est générale — de faire arrêter le général Dumouriez. À leur rencontre, des coups de fusil sont tirés, mais le général parvient à s'enfuir et rejoint en fugitif le camp des coalisés.
Ce coup d'éclat vaut au 3e bataillon de l'Yonne, ainsi qu'à son chef, d’être distingués par décret pour avoir « bien mérité de la patrie ». Davout reçoit également, en récompense de ses actions, le grade de général de brigade en juillet 1793 avec affectation provisoire à l'armée de l'Ouest. Déployé sur le front vendéen, il participe en tant qu'officier de cavalerie à quelques combats mineurs, dont la bataille de Vihiers qui lui vaut d'être promu au grade de général de division, un avancement que Davout refuse cependant du fait de son manque d’expérience dans le commandant d'une grande unité combattante. Toutefois ce refus, loin d'être pris pour un acte d'humilité, le rend au contraire suspect, en raison de son ascendance noble et du contexte de Terreur qui règne alors en France. Accusé d'être un ennemi de la Révolution, mis en disponibilité puis arrêté quelques heures avant d'être relâché, il est contraint de démissionner des armées le 29 août 1793 pour la seconde fois de sa carrière.
Davout ne réintègre l'armée qu'après la chute de Robespierre pour prendre part, durant l’hiver 1794, au siège de Luxembourg sous les ordres du général Debrun. Reversé à l'armée de Rhin-et-Moselle en 1795, il participe aux combats pour la prise puis la défense de Mannheim durant laquelle il est fait prisonnier avec toute la garnison, avant d'être relâché sur parole. De retour en activité en juin 1796, il rejoint l'armée du Rhin commandée par Moreau et participe à l'avance victorieuse à travers l'Allemagne mais aussi à la retraite restée célèbre qui le ramène à Kehl. C'est au cours du siège de cette ville que Davout se lie d'amitié avec Desaix, dont il reste le plus fidèle ami jusqu'à la mort de ce dernier.

## Campagne d’Égypte
Davout parvient à rencontrer, grâce à l’entremise de Desaix, le général Bonaparte. Ce dernier, auréolé de ses victoires contre les Autrichiens sur le front italien, est alors employé à former une nouvelle armée destinée à une expédition contre la Grande-Bretagne. Leur première rencontre, qui a lieu le 22 mars 1798 à l’hôtel parisien de la rue Chantereine, est un échec. La première impression est mauvaise. Toute l’influence du général Desaix est nécessaire pour permettre à Davout d’être intégré à la campagne d'Égypte à venir. Affecté à l’armée d’Orient en tant que général de cavalerie, Davout embarque à Marseille à bord de l’Alceste le 16 mai 1798 à destination d'Alexandrie. Il reçoit alors très vite le commandement de la cavalerie de Desaix (en remplacement du général de brigade Mireur tué par des Bédouins guettant le camp français, suite à un conseil de guerre réuni d'urgence par Bonaparte devant la situation critique de l'armée) et se dirige vers Le Caire. La marche de l'armée est signalée par la bataille de Chebreiss, le 13 juillet, et enfin par la bataille des Pyramides le 21 juillet, qui ouvre les portes du Caire aux Français.

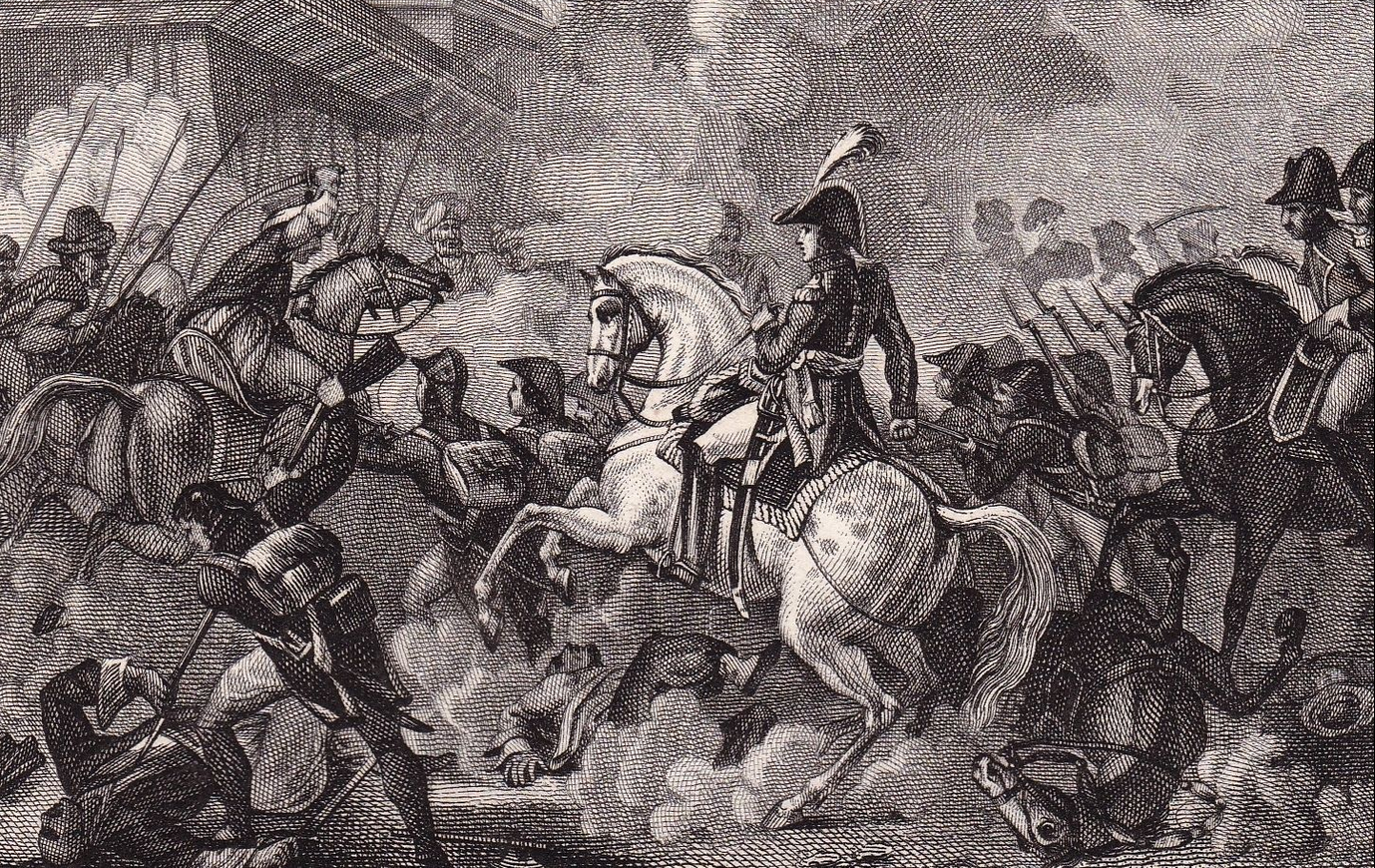
Gravure de François Louis Couché représentant Davout menant l'assaut d'une position mamelouk.

Davout, tombé malade, reste cantonné au Caire tandis que Desaix effectue plusieurs percées en Haute-Égypte. Il s’acquitte néanmoins durant sa convalescence de la remonte complète de la cavalerie. Grâce aux réquisitions drastiques qu'il opère dans la région, la cavalerie ainsi que l’artillerie deviennent opérationnelles en quelques mois. Disposant dès décembre de 1 000 cavaliers montés, il part rejoindre Desaix afin de poursuivre les troupes de Mourad Bey qui ne cessent d’échapper aux Français. Toutefois, le départ de Bonaparte pour la Syrie en février 1799 finit par créer en Basse-Égypte un vide aspirant toutes les rébellions. Arabes et mamelouks, traqués sans répit en Haute-Égypte par les troupes de Desaix, viennent chercher refuge plus bas dans la vallée. Davout est alors envoyé à la tête de sa colonne mobile pour réprimer durement tout acte de rébellion. Il y maintient l’ordre jusqu’au 14 juin, date de retour au Caire de Bonaparte.
Le 14 juillet 1799, 16 000 Ottomans convoyés par une flotte britannique débarquent à Aboukir, dans la baie d’Alexandrie. Davout, à peine rétabli d’un nouvel épisode dysentérique, est relégué sur l’aile gauche de l’armée en vue de prévenir un éventuel retour offensif des mamelouks dans le dos des Français. La bataille, menée par le général Bonaparte, donne lieu à une brillante victoire de l'armée d'Égypte. Murat, à la tête de la cavalerie, s’attribue une grande part de la victoire et se voit promu le soir même au grade de général de division. Déçu de n’avoir pu se distinguer au cours de cette bataille, Davout sollicite la faveur de participer au blocus de la citadelle encore aux mains des Ottomans. C'est sous son commandement que le camp français parvient dans la nuit du 29 au 30 juillet à repousser une sortie des assiégés, à les suivre dans leur retraite et à enlever leurs dernières positions. Complètement isolée et torturée par la soif, la garnison se rend le 2 août à la discrétion des Français,.
Le 22 août 1799, Bonaparte, apprenant la dégradation de la situation politique en France, quitte l’Égypte et confie le commandement supérieur à Kléber. Les généraux restés sur place, découragés par ce départ, décident de ne pas suivre les instructions laissées par Bonaparte et entament dès le mois d'octobre des négociations afin de procéder au rapatriement du corps expéditionnaire français. Lors du conseil de guerre réuni par Kléber le 15 juillet 1800 à Salahieh, Davout est le seul officier présent à s'opposer à la ratification de la capitulation d'El Arisch qui prévoit l’abandon de l’Égypte aux Anglais et aux Turcs,. Alléguant à la suite de cet événement la fragilité de son état de santé, Davout obtient l'autorisation de rentrer en France. Kléber cherche toutefois à le retenir en lui offrant le grade de général de division que Davout refuse, saisissant ainsi habilement cette occasion pour marquer avec davantage d'éclat sa désapprobation vis-à-vis du traité.
Après une navigation tumultueuse en Méditerranée, au cours de laquelle les navires français sont interceptés par la Royal Navy et retenus malgré leurs laissez-passer, Davout finit par débarquer à Toulon le 3 mai 1800. Alors que Desaix part aussitôt rejoindre Bonaparte en Italie afin de lui rendre compte des événements qui se sont déroulés depuis son départ d'Égypte, Davout se retire auprès de sa famille en Bourgogne. Le témoignage appuyé que procure Desaix à Bonaparte fixe définitivement l'attention du nouveau Premier consul sur ce général connu jusqu’ici pour ses propos cyniques et ses excès jacobins de jeunesse. Desaix est tué quatre jours plus tard à la bataille de Marengo. Le Premier consul, rentré le 2 juillet à Paris, nomme le même jour Davout général de division et commandant de la cavalerie de l'armée d'Italie.

## Le Consulat

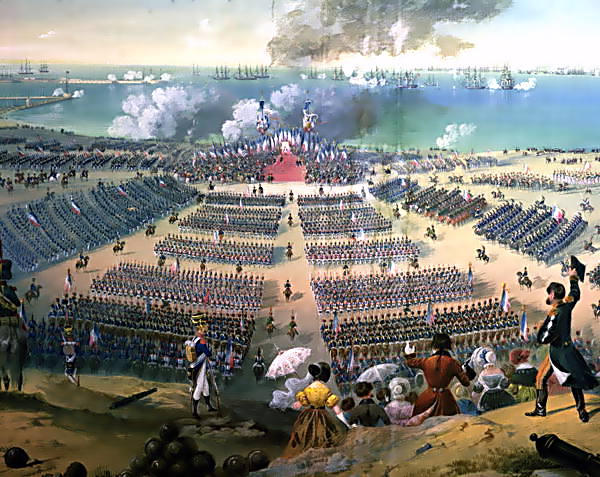
Napoléon inspectant les troupes de l'armée des côtes de l'Océan, armée regroupant les trois camps (Boulogne, Bruges et Montreuil) destinés à préparer l'invasion de l’Angleterre.

La seconde campagne d'Italie arrive à sa conclusion lorsque Davout prend ses fonctions à la tête de la cavalerie. Malgré sa mésentente avec le général Brune, il se signale en décembre 1800 à la bataille de Pozzolo où il force le passage du Mincio et décide du sort de la journée. Ce brillant fait d'armes est toutefois éclipsé par l'éclatante victoire d'Hohenlinden remportée quelques jours plus tôt par l'armée du Rhin et qui contraint les Autrichiens à demander la paix.
De retour à Paris en mai 1801, ses amis Junot et Marmont l’introduisent dans le cercle des habitués de la Malmaison afin qu'il puisse se faire mieux connaître de Bonaparte. Le Premier consul découvre alors un homme dévoué et instruit mais également préoccupé par certains aspects de la science militaire que les Français affectent généralement de tenir pour négligeables, tels que l'organisation militaire, l'instruction et la discipline. À l'heure où Bonaparte projette de faire des armées débraillées de la République le garant d'une paix inviolable, l'occasion lui est offerte de mettre en pratique ses idées à travers un homme capable de les comprendre et de les appliquer. Le 24 juin 1801, Davout est nommé inspecteur général des troupes à cheval puis, le 28 novembre, commandant des grenadiers à pied de la Garde consulaire. Signe de son intérêt et de sa confiance grandissante pour Davout, Napoléon décide également de le marier à Aimée Leclerc, sœur du général Leclerc. Par cette alliance matrimoniale, Davout intègre le cercle familial du Premier consul en devenant son beau-frère au second degré. Le mariage est célébré le 9 novembre 1801.
Le 17 mai 1803, après un an de paix, le gouvernement britannique décide, sans déclaration de guerre préalable, de saisir tous les navires français et hollandais à sa portée. Conséquence de la reprise des hostilités, Davout reçoit dès le mois d'août le commandement du camp de Bruges avec pour mission de protéger les côtes de l'embouchure de l'Escaut jusqu'à Calais, et d'organiser sur cette partie du littoral l'armée qui doit permettre la conquête du Royaume-Uni. Il déploie, au cours de ces deux années, une activité frénétique qui lui permet de façonner les 25 000 hommes dont il a la charge et de tisser un esprit de corps qui va distinguer sous l'Empire le 3e corps de tous les autres,.

## Maréchal d'Empire

### Les débuts de l'Empire et la bataille d'Austerlitz

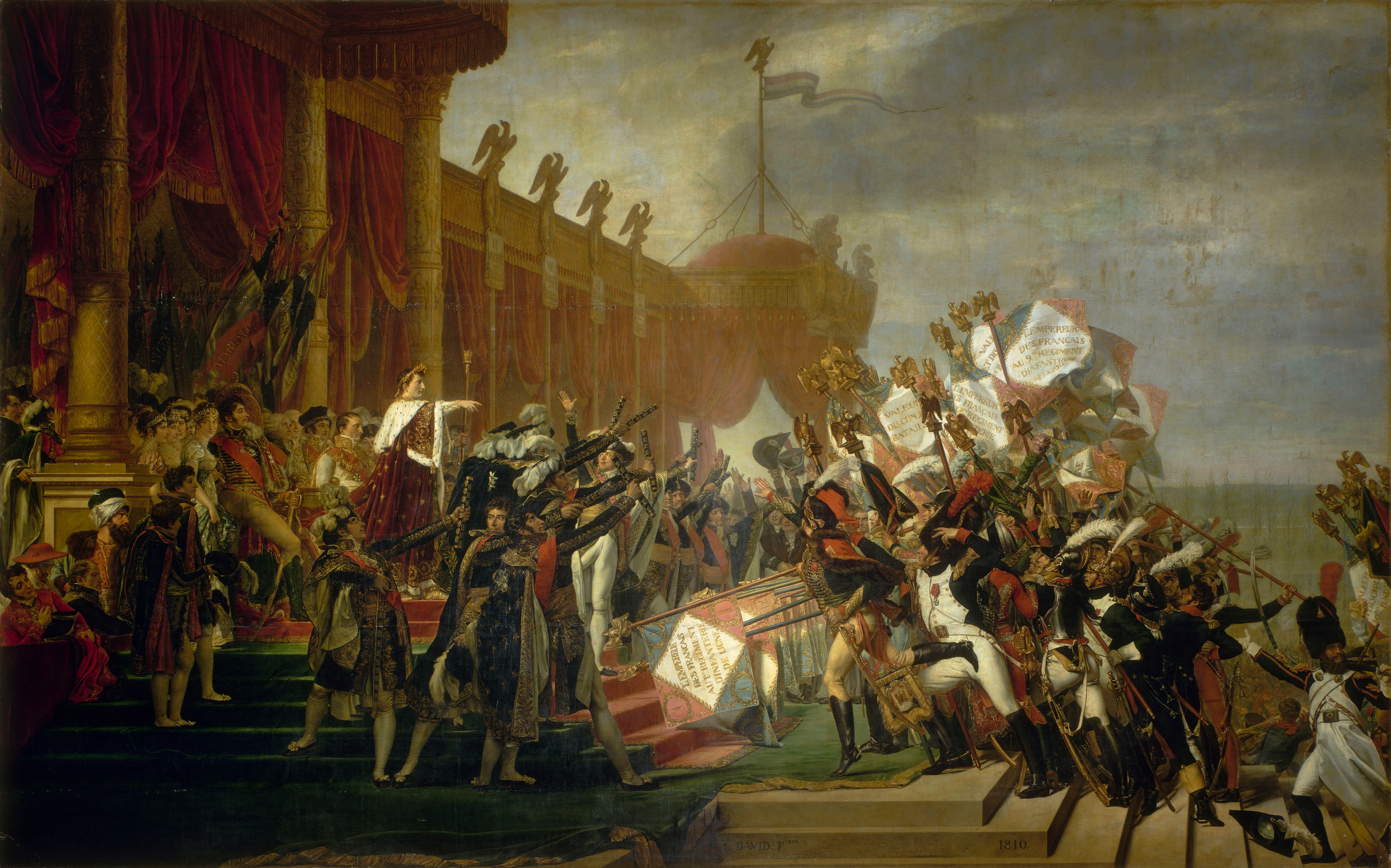
La Distribution des Aigles de David (1810) dépeint la cérémonie du Serment de l'armée à l'Empereur du 5 décembre 1804. Les maréchaux d'Empire sont représentés à gauche en tenues d'apparat. Le maréchal Davout figure à la droite de ses pairs, au centre du tableau.

Le 19 mai 1804, au lendemain de la proclamation du régime impérial, Davout est élevé à la dignité de maréchal d'Empire. Encore relativement méconnu tant du grand public que de ses pairs, sa nomination apparaît comme une surprise dans cette liste où se côtoient les noms les plus prestigieux des guerres de la Révolution. Il devient, à 34 ans, le plus jeune des maréchaux de la première promotion et l'un des quatre maréchaux à être distingué du titre de colonel général de la Garde impériale.
Confronté à la formation d'une nouvelle coalition européenne financée par la Grande-Bretagne et à l'inaction du vice-amiral Villeneuve, alors réfugié à Cadix, Napoléon se voit contraint à l’été 1805 de renoncer à son projet d'invasion de l’Angleterre et à marcher contre les armées austro-russes qui viennent d'envahir la Bavière, alors alliée de la France. En conséquence, le 29 août, l'aile droite de l'armée de l'Océan commandée par Davout, qui devient officiellement le 3e corps de la Grande Armée, reçoit l'ordre de marcher sur Vienne. Davout franchit le Rhin le 23 septembre à Mannheim, écrase le 8 novembre à Mariazell le corps d'armée du général Merveldt, rescapé de l'encerclement des forces autrichiennes à Ulm, et fait son entrée dans la capitale autrichienne.
Alors que Napoléon s'est avancé en Moravie afin d'attirer les forces austro-russes dans une bataille qu'il espère décisive, Davout tient garnison à Vienne afin de protéger le flanc est du dispositif français et de prévenir toute surprise venant de Hongrie. Il reçoit l'ordre, le 29 novembre au soir, de rallier en toute hâte le gros de l'armée et de se placer sur son flanc droit. Il effectue alors avec ses troupes une marche de 112 km en 44 heures qui lui permet de rejoindre la Grande Armée le soir précédant la bataille. Afin de persuader les Alliés que son aile droite est le point faible de son dispositif, Napoléon place délibérément peu de troupes sur son flanc droit afin d'inciter les Alliés (qui ne peuvent croire en la présence du 3e corps dans des délais si restreints) à quitter leur position dominante du plateau de Pratzen pour envelopper les Français par la droite et ainsi dégarnir leur centre. Le 3e corps de Davout, amputé de la division Caffarelli détachée auprès de Lannes, contient ainsi pendant toute la matinée du 2 décembre 1805 l’offensive ennemie sur Sokolnitz et Telnitz, dirigée en quatre colonnes par les généraux Przybyszewski, Langeron, Dokhtourov et Kienmayer.
La solidité des régiments du 3e corps est telle que les vagues successives du corps d'armée entier qui est engagé contre eux ne parviennent à les rompre. Le village de Sokolnitz, qui connaît de 10 heures à midi le plus fort des combats, change de main à six reprises avant de rester définitivement au pouvoir des Français. Davout, qui dispose d'un faible nombre de troupes pour verrouiller l’aile droite française, parvient grâce à l’utilisation intensive de l’infanterie légère à fixer ses adversaires et à couper leur communication, lui permettant d’alterner au gré des manœuvres de l’ennemi les contre-offensives sur l'un des deux villages qu'il lui a été ordonné de défendre. Les pertes sont toutefois sévères : le 3e corps perd en une journée de bataille le tiers de son effectif. La division Friant du 3e corps est la division de la Grande Armée à avoir le plus souffert au cours de cet affrontement, perdant les 3/5e de son effectif, soit 325 tués et 1 660 blessés. Il est à noter qu'au cours de cette campagne, le maréchal opère pour la première fois sous les ordres de l'Empereur, qui lui a confié le commandement de son aile droite, honneur traditionnellement réservé dans l'armée française au plus ancien des généraux.

### Bataille d'Auerstaedt
« Le corps du maréchal Davout a fait des prodiges ; non seulement il contint, mais mena battant, pendant plus de trois heures, le gros des troupes ennemies qui devaient déboucher du côté de Köesen. Ce maréchal a déployé une bravoure distinguée et de la fermeté de caractère, première qualité d'un homme de guerre. »

— 5e bulletin de la Grande Armée, 15 octobre 1806.

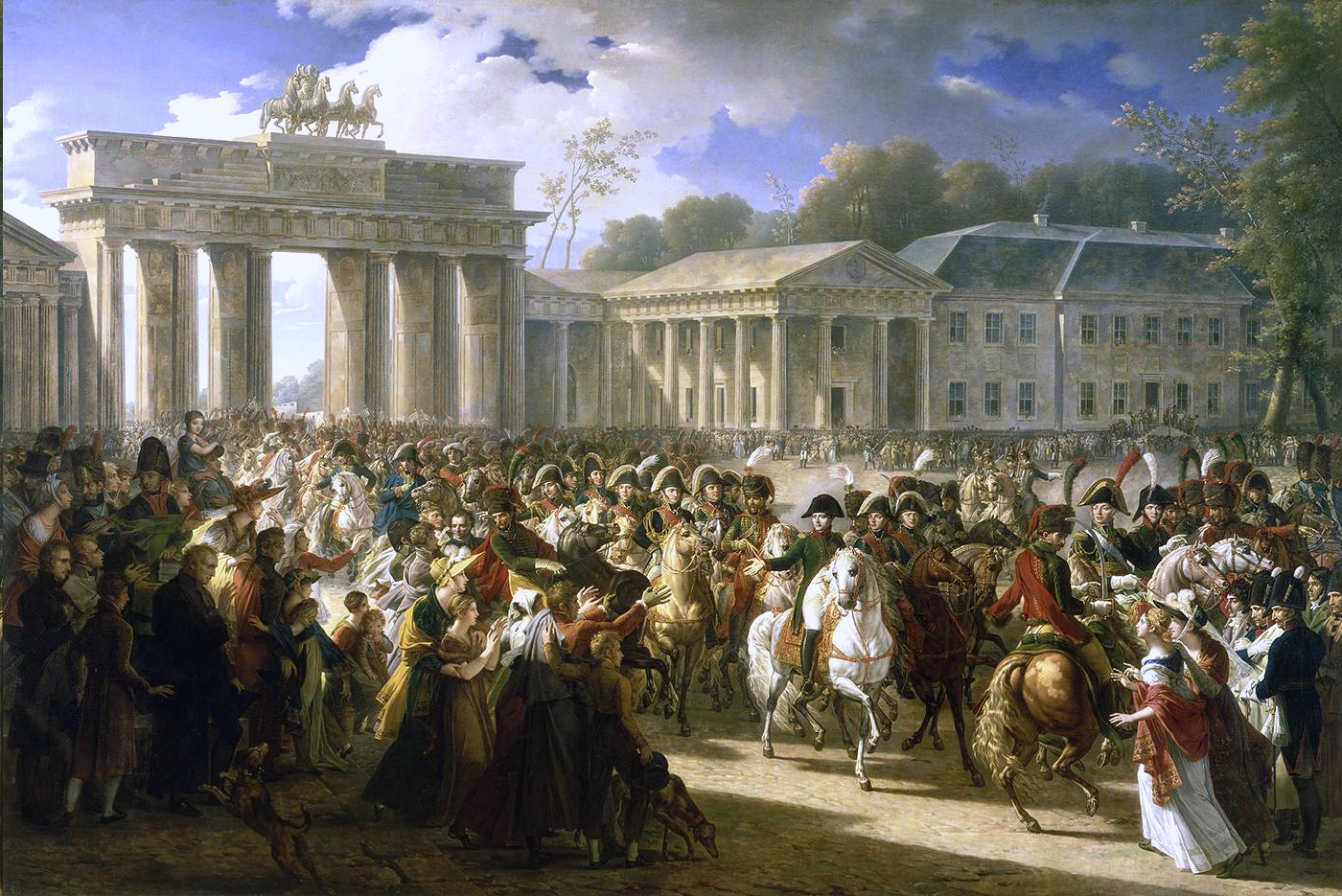
L’Entrée de Napoléon à Berlin par Charles Meynier (1810). À la faveur de sa victoire à Auerstaedt, le 3e corps a l'honneur d'entrer le premier à Berlin. À ce titre, Davout est représenté au premier plan aux côtés de Soult, à droite de l'Empereur.

La Prusse refusant d'admettre la constitution d'une confédération allemande sous hégémonie française et craignant, à la suite du traité de Presbourg, d'être la grande perdante des négociations en cours entre la France, la Russie et le Royaume-Uni, décide de sortir de sa neutralité et d'affronter seule les vainqueurs d'Austerlitz. Le 9 août 1806, Frédéric-Guillaume III décrète la mobilisation de son armée et entre le 13 septembre en Saxe. Tandis que Napoléon se dirige vers Iéna qu'il pense occupé par le gros des troupes prussiennes, le 3e corps reçoit l'ordre de se porter en direction de Naumburg afin de prendre l'ennemi à revers et frapper ses arrières. Les renseignements concernant la présence à proximité d'un « grand corps de troupes » se précisant, Davout verrouille les passages de l'Unstrut à Freyburg et de la Saale à Kösen, avant de diriger ses troupes dans la nuit du 13 au 14 octobre en direction du plateau de Hassenhausen. C'est sur cette position surélevée, amenée à devenir le pivot du dispositif tactique français que vont se succéder par vagues, dès l'aube, les principales attaques des forces prussiennes.
Combattant en large infériorité numérique, à un contre deux face aux principaux commandants de l'armée prussienne, Davout dirige toute la matinée la résistance des carrés de la division Gudin de part et d'autre de Hassenhausen. Il ne cède la responsabilité des combats sur son centre à Gudin qu'à partir de 12 heures pour prendre en charge le mouvement de la division Morand sur sa gauche et entamer sa contre-offensive. L'armée prussienne, épuisée, mal coordonnée et déstabilisée par ses lourdes pertes, dont celle de son général en chef le duc de Brunswick, est dès lors rejetée au-delà du Lißbach. La division Gudin, pourtant fortement diminuée par les combats de la matinée, reçoit vers 15 heures l'ordre de quitter ses positions et de marcher sur l'ennemi, une audace psychologique qui précipite définitivement la retraite prussienne.

« Aucune des journées des guerres de la révolution n’offrit une lutte aussi disproportionnée avec un succès aussi éclatant. »

— Appréciations stratégiques de la bataille d'Auerstaedt par le général et théoricien militaire Antoine de Jomini.
L'armée prussienne forte de 54 000 hommes, dont 14 000 cavaliers, est défaite. 10 000 prussiens sont mis hors de combat contre 7 000 côté français. Le 3e corps fait 3 000 prisonniers et prend 115 pièces d'artillerie à l'ennemi. La cavalerie prussienne, alors la plus réputée d'Europe, est anéantie. De ses troupes, Davout écrit le soir du 14 octobre à Berthier : « tout le monde a fait son devoir. L'infanterie a fait ce qu'on devait attendre de la meilleure infanterie du monde ». Cette victoire face à l'élite de l'armée prussienne est d'autant plus brillante que Bernadotte, laissé en réserve sur les hauteurs de Dornbourg, à quelques kilomètres, lui refuse au cours de cette journée le soutien de son propre corps d'armée,,. Ce grand fait d'armes aurait probablement dû rendre Davout plus célèbre, si Napoléon n'avait remporté le même jour la bataille d'Iéna face à des troupes pourtant moins nombreuses. Le 3e corps reçoit toutefois en récompense de cette victoire l'honneur d'entrer, le 25 octobre 1806, le premier dans Berlin. Davout est quant à lui fait duc d'Auerstaedt le 1er mars 1808.

### Davout et la Pologne (1806-1808)

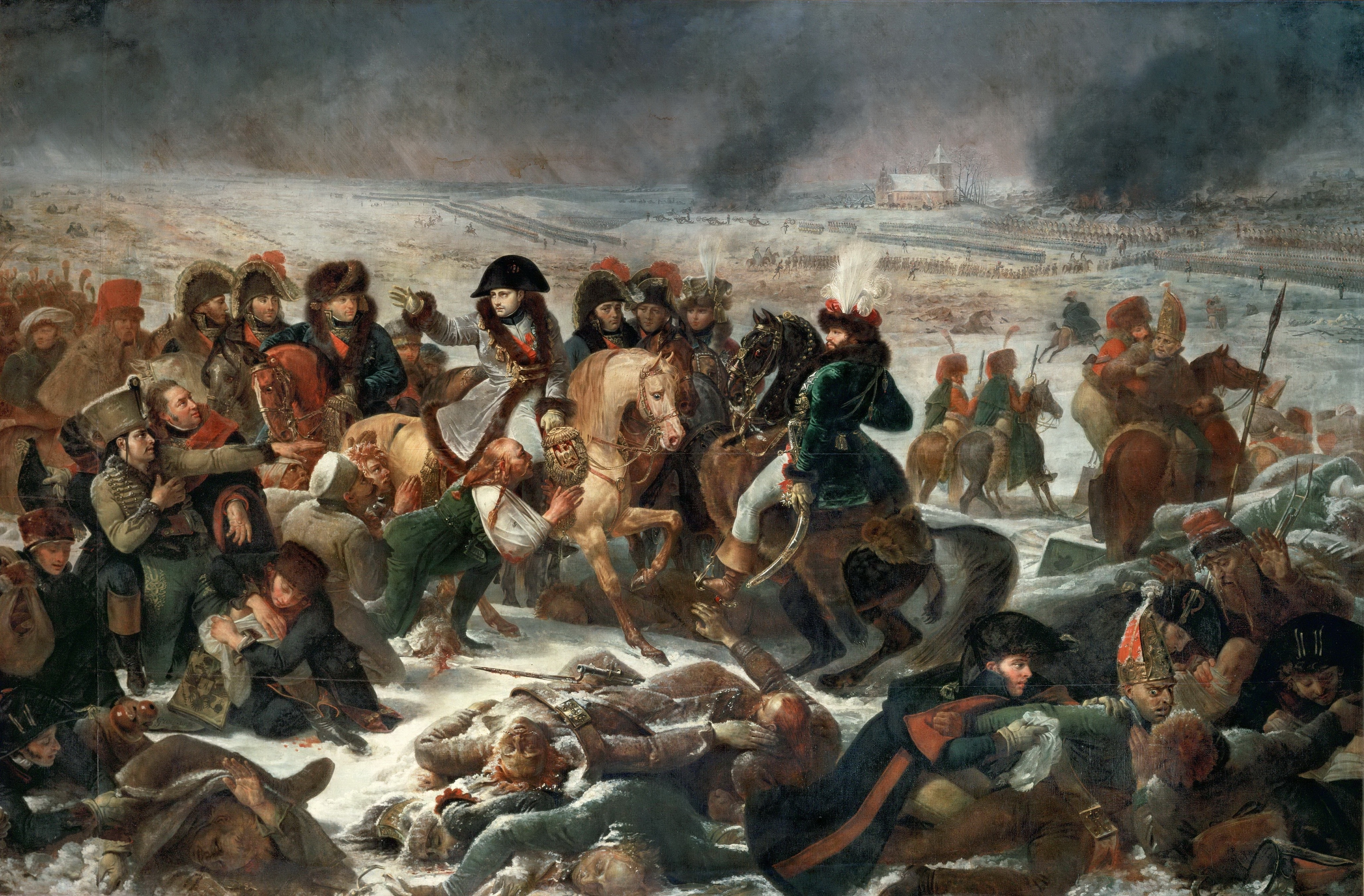
Napoléon sur le champ de bataille d'Eylau par Antoine-Jean Gros (1808). Napoléon, entouré de ses maréchaux, visite le champ de bataille d'Eylau au lendemain des combats. Davout figure dans cette scène, derrière Soult, à droite de l'Empereur.

Alors que les débris de l'armée prussienne sont achevés à Lübeck et Magdebourg, les hostilités qui se poursuivent contre les Russes transforment la campagne de Prusse en campagne de Pologne. L'armée russe, prise de vitesse par les fulgurantes victoires d'Iéna et d'Auerstaedt, est contrainte de se replier derrière la Vistule. Après une combinaison de combats d’arrière-garde non décisifs, Napoléon décide de les contraindre à la bataille.
Le 8 février 1807, Davout reçoit à Eylau l'ordre de se déployer face à la gauche de l'armée russe commandée par Bagration et de la déborder vers le nord en direction de la route de Friedland. Ne disposant pas d'artillerie jusqu'à 18 heures en raison des conditions météorologiques, le 3e corps paye un lourd tribut dans sa progression. Davout est également légèrement atteint, son cheval tué sous lui. Si la charge générale conduite par Murat rétablit la situation, à la suite de l'anéantissement dans la tempête du corps d'Augereau, c'est la progression ininterrompue du corps de Davout sur le flanc russe, combinée au débordement tardif de Ney sur la route de Königsberg qui, en menaçant les arrières et les voies de retraite des forces de Bennigsen, finit par décider du sort de la journée,. À l'image de l'armée française, le 3e corps de Davout est durement touché. La division Morand perd au cours de cette journée son divisionnaire, blessé, ainsi que la moitié de son effectif mis hors de combat.

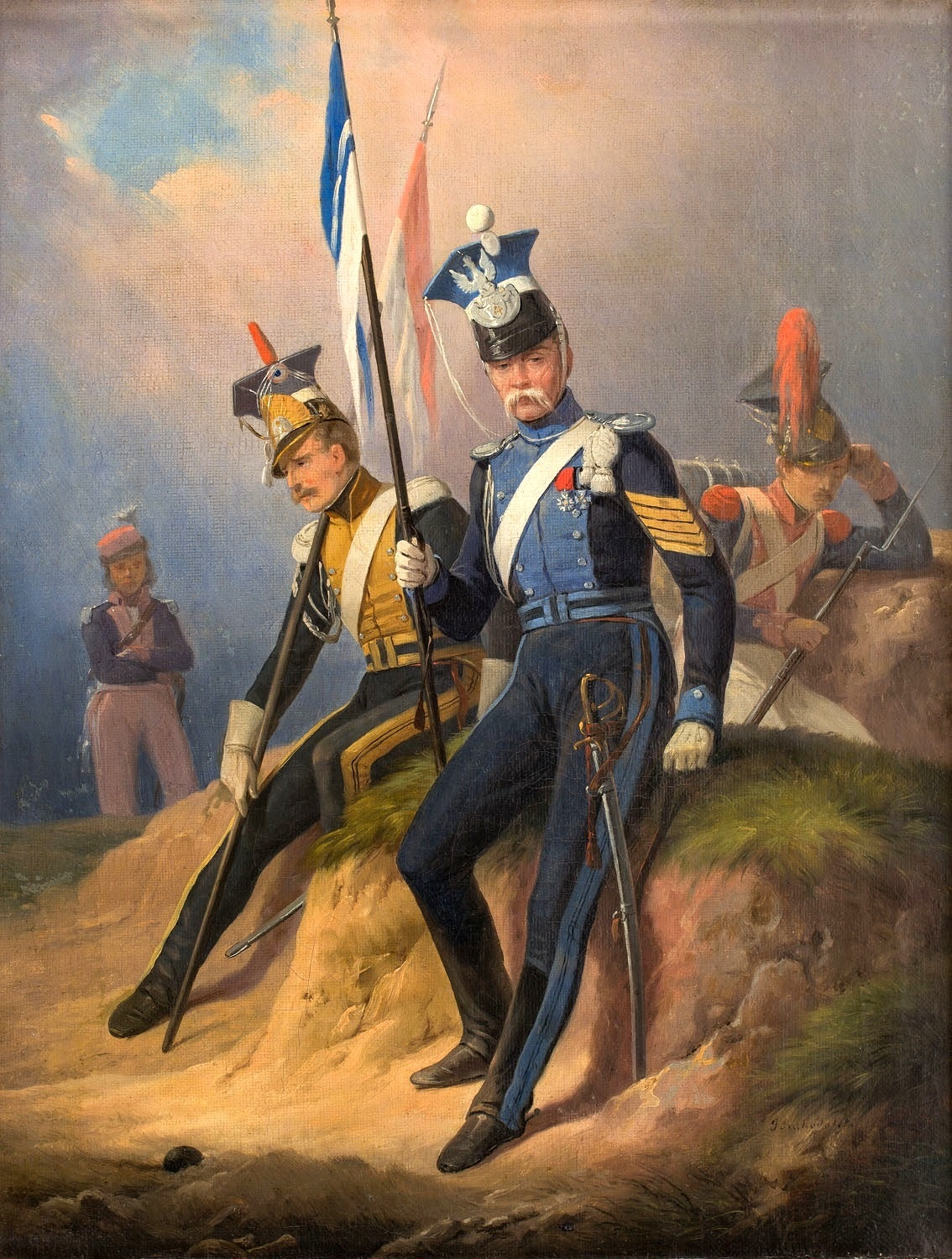
Uhlans de l'armée du duché de Varsovie, par Janvier Suchodolski.

Les hostilités reprennent en juin 1807 et s'achèvent 14 jours plus tard avec la victoire de Friedland, à laquelle le 3e corps ne participe pas. À la suite de la signature des traités de Tilsit, la Pologne, partagée douze ans auparavant entre la Russie, la Prusse et l'Autriche, est partiellement reconstituée sous le nom de duché de Varsovie.
Davout, apprécié pour ses talents d'organisateur, est nommé par l'Empereur, le 15 juillet 1807, gouverneur général de ce nouvel État. À ce titre, il reçoit le commandement de toutes les troupes stationnées sur le territoire du duché et la charge d'organiser la création d'une armée nationale de 30 000 hommes. Il acquiert pour prix de ses services au cours de la précédente campagne et au titre de ses nouvelles fonctions 18 % des domaines polonais récupérés par la France sur la Prusse, faisant de lui le donataire le mieux pourvu sur les vingt-six généraux concernés par le décret du 30 juin 1807. Il devient ainsi, avec Berthier, l'un des maréchaux les mieux dotés de l'armée, disposant au printemps 1809 d'une rente annuelle estimée à 910 840 francs.
Au cours de son mandat, le maréchal exerce une tutelle sévère et parfois envahissante. Du fait de la prédominance des questions militaires, de l'éclat de son nom et de l'état de désorganisation du jeune État polonais, il intervient sur tous les sujets qu'il juge concerner l’intérêt de la Pologne et de la France. Partisan enthousiaste de l’indépendance polonaise, Davout est également apprécié de la population locale. Il n'hésite d'ailleurs pas à rappeler à l’Empereur, au sujet de la Pologne : « qu’un allié vaut plus qu’un esclave ». Ses opinions pro-polonaises sont toutefois interprétées à Paris comme étant intéressées. Si un royaume polonais indépendant venait à être créé, un roi serait nécessaire et Davout par son zèle affichait ainsi sa disponibilité. Cette ambition supposée, largement instrumentalisée par ses ennemis au cours des années suivantes, marque le premier signe d’un déclin dans ses rapports avec Napoléon. L'Empereur aurait un jour déclaré au maréchal : « eh bien, Davout, les commérages disent que vous êtes devenu obsédé avec l’ambition et que vous travaillez à devenir le roi de ce pays ».

### Campagne d'Allemagne et d'Autriche (1808 - 1809)
« Regardez ce Davout comme il manœuvre. Il va encore me gagner cette bataille-là ! »

— Napoléon, le 22 avril 1809 quatorze heures, sur les hauteurs de Lintach - Campagne d'Eckmühl.
Au printemps 1808, le climat change brusquement. Le soulèvement de Madrid puis la promotion de Joseph Bonaparte au trône d'Espagne attisent le désir de revanche des chancelleries européennes. Napoléon, qui est contraint d'intervenir personnellement en Espagne, nomme par décret du 12 octobre 1808 Davout au commandement de la nouvelle armée du Rhin. Il dispose à ce titre de l'ensemble des troupes stationnées en Allemagne, soit un total de 100 000 hommes ; chiffre considérable qui mesure la confiance que lui porte l'Empereur.
Le 9 avril 1809, l'Autriche envahit la Bavière sans déclaration de guerre. Berthier, qui, en l'absence de Napoléon, détient le commandement des opérations sur ce front, multiplie au cours de ce début de campagne les ordres et les contres-ordres à l'attention du corps de Davout fraîchement reconstitué. Le 3e corps, qui couvre la rive nord du Danube, reçoit l'ordre d'effectuer un mouvement rétrograde sur Ratisbonne. Malgré de vives protestations face à cette décision qu'il juge insensée, Davout est contraint de s'incliner face à un ordre formel. Rentré d'Espagne le 17 avril, Napoléon prend la mesure de l'erreur commise par Berthier : « ce que vous avez fait là me parait si étrange que si vous n'étiez pas mon ami, je pourrais croire que vous me trahissez car enfin, Davout se trouve en ce moment plus à la disposition du prince Charles qu'à la mienne ! ». De cet épisode naît une haine profonde et mutuelle entre les deux maréchaux. Berthier est humilié publiquement tandis que Davout, dangereusement isolé sur la ligne de front, est contraint d'évacuer en toute hâte sa position.

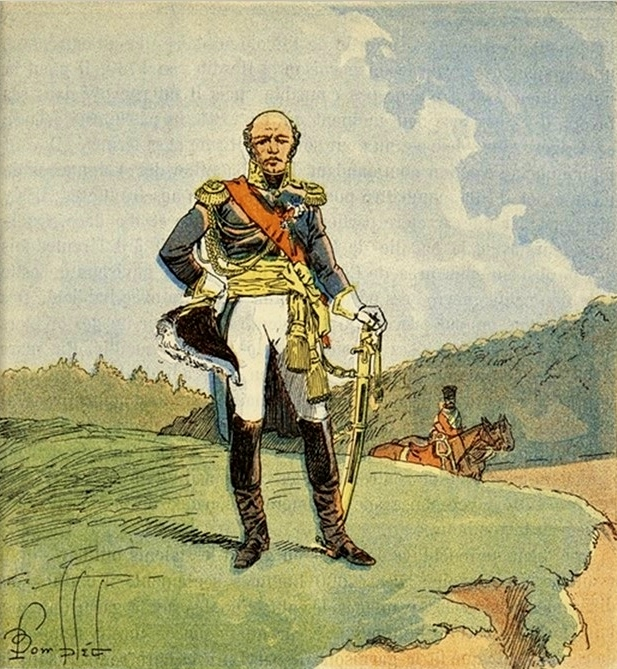
Le maréchal Davout en campagne, par Louis Bombled.

Le 19 avril au matin, alors que Davout évacue Ratisbonne, l'archiduc Charles parvient à accrocher le 3e corps à Teugen-Hausen sur la route de Neustadt. Les troupes autrichiennes, dispersées et lentes à manœuvrer, laissent au 3e corps, privé de son artillerie ainsi que de ses deux divisions de tête, le temps de s'installer solidement sur les hauteurs du Kirchberg. Davout, n'ayant que les divisions Saint-Hilaire et Friant à opposer au 3e corps autrichien d'Hohenzollern, parvient à se servir du paysage morcelé et boisé, propice aux harcèlements des tirailleurs, pour repousser les assauts des Autrichiens et leur infliger de lourdes pertes. Peu habitués à combattre sur un terrain limitant les grandes manœuvres et ce face à un adversaire sachant tirer parti des avantages du terrain, les Autrichiens ratent l'occasion offerte par l'erreur de Berthier d’anéantir l'un des corps d'élite de l'armée napoléonienne.
La campagne d'Eckmühl dite des « Quatre-Jours » se poursuit le 21 avril pour Davout. Sa jonction opérée avec les forces de Lefebvre le 20 lui permet d'attaquer près d’Eckmühl ce que Napoléon pense être l'arrière-garde autrichienne. Les troupes qu'il conduit se trouvent en définitive rapidement engagées contre cinq corps d’armée dirigés par l'archiduc Charles. Malgré la disproportion des forces, Davout parvient à conserver l'initiative et à se rendre successivement maître de plusieurs positions clés. Par son activité, son sens tactique et son utilisation intensive de l'artillerie, qu'il dirige personnellement une grande partie de la journée, Davout réussit à fixer l'armée autrichienne qui, craignant de faire déjà face à Napoléon, reste ce jour-là, au rebours de ses projets, sur une prudente expectative. Napoléon, qui n'a pas accordé jusqu'ici une foi entière aux nombreux courriers de Davout faisant état de la supériorité numérique des troupes qui lui sont opposés depuis trois jours, finit par se rendre à l'évidence au soir du 21. Il se résout à marcher, à la suite de sa victoire à Landshut, en direction d'Eckmühl et charge le 3e corps d'attaquer le centre ennemi dès l'arrivée de son avant-garde.
Les Autrichiens, peu fixés dans leurs intentions, restent inactifs le 22 avril jusqu'à ce que Davout lance, conformément aux ordres reçus, son attaque sur les lignes autrichiennes. Il parvient avec 30 000 hommes à prendre les villages d'Unter et d'Ober-Leuchling et à repousser, après d'âpres combats et de violents duels d'artillerie, le corps de Rosenberg vers la chaussée d'Eckmühl. Son centre enfoncé, sa gauche acculée par les forces combinés de Lannes et de Vandamme, le prince Charles n'a plus d'autres choix que de se retirer sur Ratisbonne et de sacrifier sa cavalerie lourde pour couvrir sa retraite. Le maréchal Davout, pour avoir si exactement rempli les intentions de l'Empereur au cours de ce début de campagne, reçoit le titre de prince d'Eckmühl.

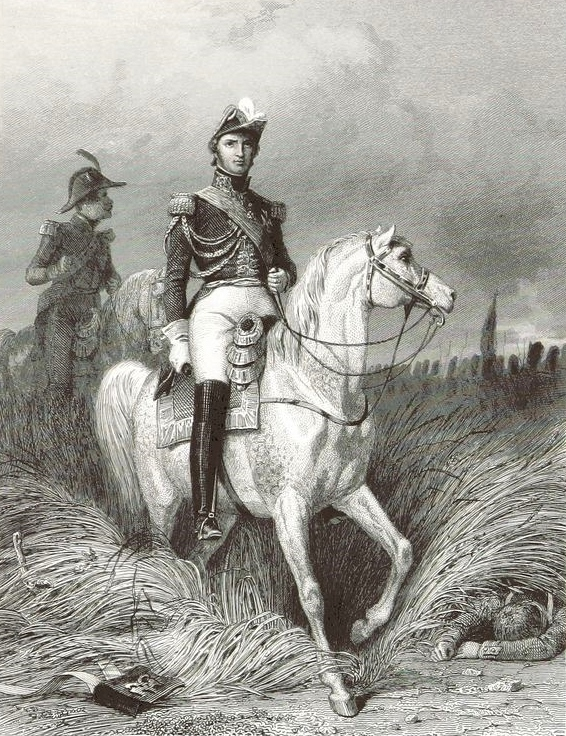
Le maréchal Davout à cheval, par Karl Girardet.

Après la prise de Ratisbonne le 23 avril, l'armée impériale amorce son mouvement sur Vienne. Le 3e corps, laissé en arrière-garde, ne fait son entrée dans la capitale autrichienne que le 21 mai, au premier soir de la bataille d'Essling. La victoire qui semble se dessiner pour les Français le 21 leur échappe le 22. Le Danube en crue disloque les ponts et isole Napoléon ainsi que la moitié de l'armée sur la rive gauche du Danube. Davout, impuissant, ne peut qu'assister à la lutte de 50 000 Français contre 90 000 Autrichiens. Prenant en charge le sauvetage de l'armée, Davout organise la réparation des ponts, la réquisition des bateaux et des munitions afin d'approvisionner au plus vite l'armée. Il parvient dans ce laps de temps à contenir également l'insurrection qui menace à Vienne en dispersant les attroupements à l'aide des cuirassiers de Nansouty et de l'infanterie de Morand. Dans la nuit du 22 au 23 mai, le premier pont est opérationnel. Davout se place alors en personne à son entrée pour organiser, sous le feu de l'ennemi, l'évacuation des blessés et l'arrivée des renforts. La situation de l'armée française stabilisée, les deux armées se retranchent progressivement sur leurs rives et se livrent au cours du mois de juin à des duels à distance.

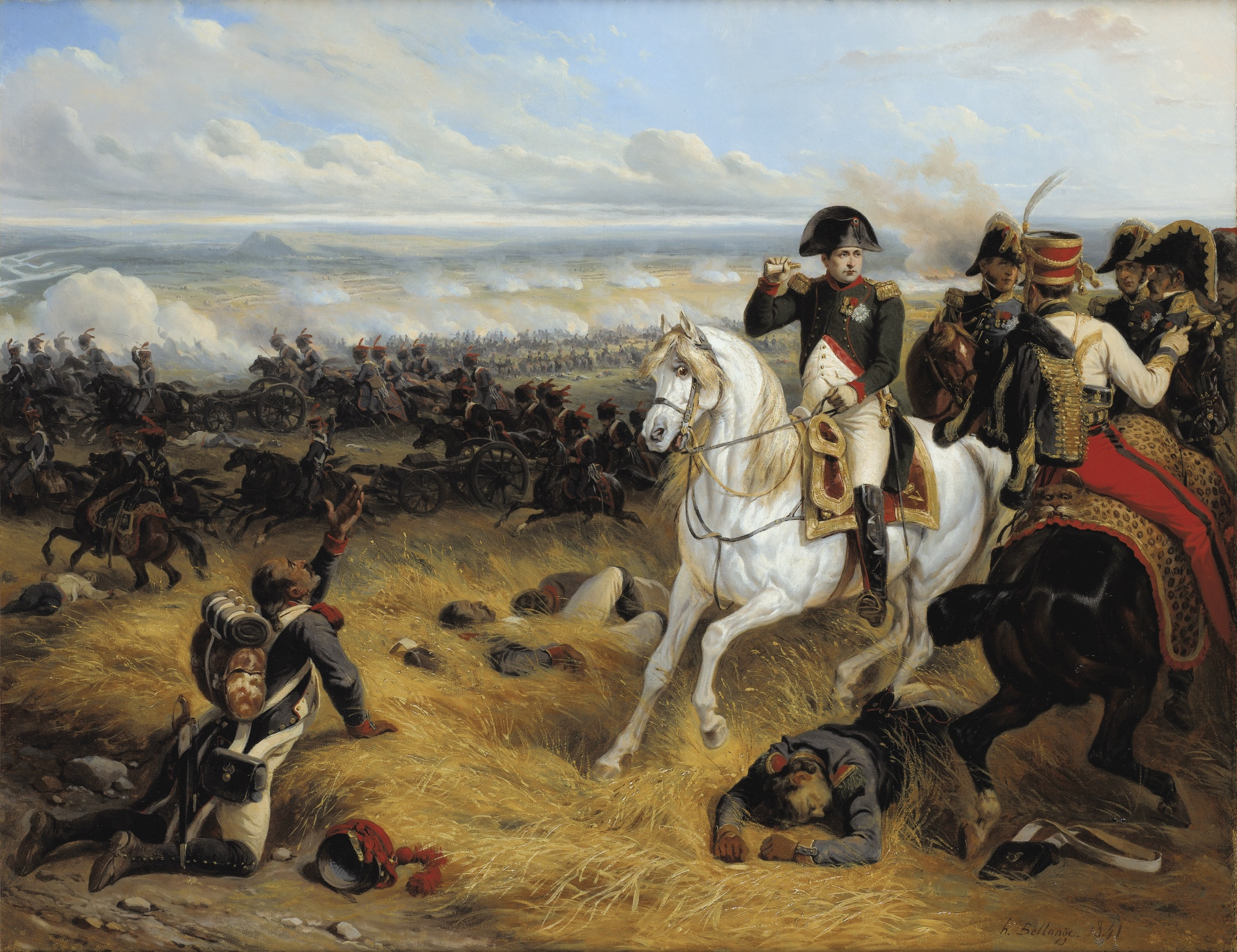
L'Empereur Napoléon Ier à Wagram, juillet 1809 par Hippolyte Bellangé (1841). Napoléon observe sur sa droite les colonnes de fumées dépassant de la tour de Markgrafneusiedl qui annonce le succès de Davout et par conséquent celui de la journée,.

L'arrivée le 21 juin de l'armée d'Italie, commandée par le prince Eugène, permet à Napoléon d'envisager une nouvelle bataille. Le 3e corps, dispersé depuis plus de deux mois, est finalement regroupé sous l'autorité de Davout. Aux divisions Gudin, Friant et Morand, surnommés par Napoléon le « brelan », vient également s'ajouter la division Puthod. Le 3e corps, qui forme l'aile droite de l'armée, marche le 5 juillet sur la route Vienne-Brünn sans rencontrer de réelle opposition. Ce n'est qu'à 19 heures qu'ordre est donné par Napoléon de prendre le village de Neusiedl, position clé dans la prise du plateau de Wagram. Toutefois, en raison d'un ordre tardif et d'un manque de coordination avec les corps d'Oudinot et de Bernadotte, l'attaque manque d'ensemble et finit par échouer face à des forces autrichiennes bien retranchées. Cet échec contraint Napoléon à laisser l'initiative aux autrichiens. Seul Davout, reçoit, en prévision de la journée du 6, un ordre de mouvement visant à déborder l'armée autrichienne par la droite.
Le 6 juillet, à l'aube, le corps de Rosenberg franchit la Rußbach et prend d'assaut la droite française. Le 3e corps, qui se prépare à passer à l'offensive, repousse l'attaque et fait près de 800 prisonniers. Davout, souhaitant économiser le sang de ses hommes, décide — malgré la vive insistance de Napoléon — de ne pas poursuivre les Autrichiens et de faire précéder l'assaut de son infanterie par une intense préparation d'artillerie. Le 3e corps attaque, deux heures plus tard, le corps de Rosenberg, le culbute avant d'aborder sous un feu nourri les hauteurs fortifiées de Markgrafneusiedl que ses soldats parviennent à prendre sous les yeux de l'armée française, laquelle attend dans la plaine le succès de ce mouvement, d'autant plus important qu'elle connaît, sur sa gauche, de sensibles revers. Le maréchal Davout poursuit alors sa marche victorieuse sur Wagram, qu'il enlève conjointement avec Oudinot, forçant ainsi les Autrichiens à battre en retraite.
Le 3e corps comptabilise à lui seul au cours de cette journée 6 000 tués ou blessés, soit l’effectif d'une division. Davout et la plupart des officiers généraux ont été démontés, Gudin blessé à plusieurs reprises est évacué du champ de bataille. Les Autrichiens, battus à Znaïm le 11 juillet, finissent par demander un armistice qui est signé à Schönbrunn le 14 octobre.

### Davout et l'Allemagne (1809-1812)

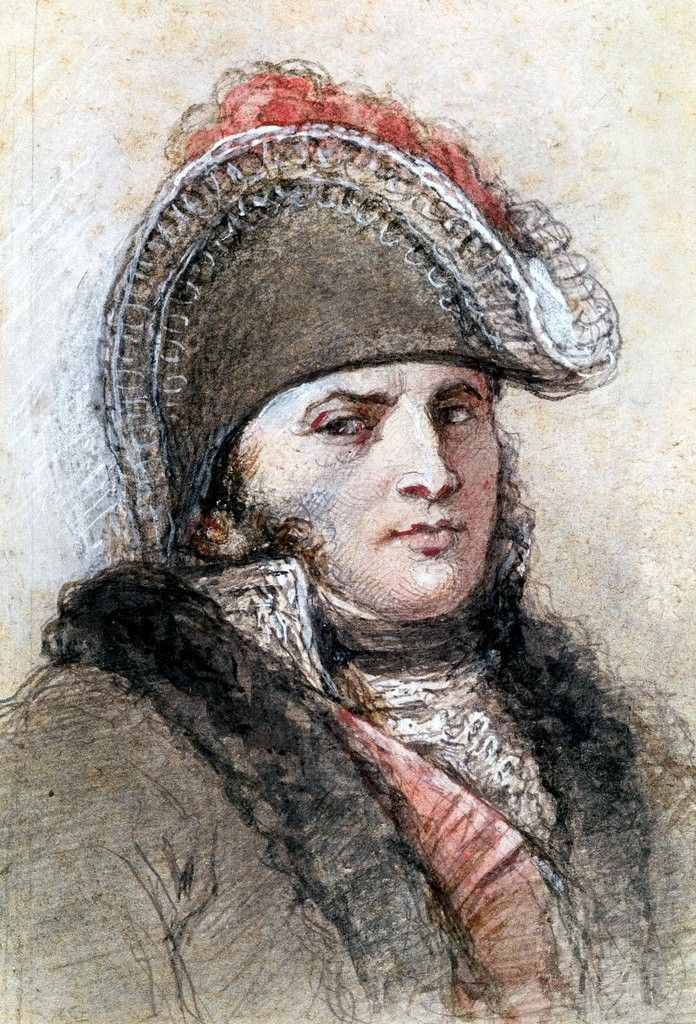
Le maréchal Davout par Bénédict Masson.

Après avoir réorganisé les unités du 3e corps durement touchées au cours de la précédente campagne, le maréchal rentre à Paris en février 1810. Il assiste en sa qualité de prince d'Empire à l'arrivée de Marie-Louise à Compiègne puis aux cérémonies du mariage impérial. Il participe également le 6 juillet à la translation des cendres du duc de Montebello au Panthéon et prononce, au nom de l'armée, son oraison funèbre.
Rentré en décembre 1810 à son quartier général d'Erfurt, Davout est nommé gouverneur général des villes hanséatiques en addition à ses fonctions de Commandant en chef de l'Armée d'Allemagne. Il doit alors équiper, armer et entraîner les nouveaux contingents, français comme étrangers qui lui sont envoyés mais également renforcer la mise en application du blocus continental, administrer les territoires occupés et surveiller l'opinion des territoires placés sous son autorité ainsi que de la Prusse, de la Pologne et de la Russie. Il s'occupe de toutes ces tâches avec l'énergie et la minutie qui lui sont coutumiers, non sans se créer de nouvelles inimitiés, à commencer par le roi de Prusse qui lui fait parvenir le 31 décembre 1810, une provocation en duel auquel, sur ordre de Napoléon, il s'abstient de répondre.
Remettant de l'ordre dans le nouveau département français des Bouches-de-l'Elbe, Davout parvient en quelques mois à réduire drastiquement le trafic de contrebande dans la région, avec pour conséquence l'asphyxie de son économie et un vif ressentiment de la population hambourgeoise à son égard. Il démantèle, au cours de son mandat, un système de corruption et de malversations financières à grande échelle visant à contourner le blocus continental et impliquant de nombreux dignitaires d'Empire, dont Bourrienne, ministre de France à Hambourg et ancien secrétaire personnel de Napoléon.
En septembre 1811, Napoléon, confronté au réarmement de plus en plus ostensible de la Prusse, ordonne à Davout de prendre ses dispositions pour marcher sur Berlin et occuper les principaux ports et villes prussiennes. La simple concentration des troupes françaises dirigées par le vainqueur d'Auerstaedt suffit à mettre un terme aux velléités du roi de Prusse qui s'empresse de sceller une nouvelle alliance avec la France.
Sous l'impulsion de Napoléon, Davout est également chargé de faire occuper en février 1812, la Poméranie suédoise qui viole le blocus continental imposé par l'empire français, provoquant une crise entre la France et la Suède alors dirigée par Bernadotte, nouvellement élu prince héritier de Suède sous le nom de Charles Jean. La Russie qui semble disposée et capable de défier l'Empire français, masse ses troupes à sa frontière avec le duché de Varsovie et autorise, en violation des accords de Tilsit, l'accès des navires marchands anglais dans ses ports. Sur toutes les frontières, la tension monte et la guerre semble inévitable. Davout laisse à l'Empereur une armée de 150 000 hommes, composée initialement au deux tiers de conscrits et qui sous sa férule parvient, en à peine 18 mois, à constituer un ensemble cohérent et solide,.

### La campagne de Russie
« Si Davout avait été dans cette campagne ce que je l'avais toujours connu, l'armée russe aurait été entièrement détruite, et de bien grands malheurs n'auraient pas eu lieu. »

— Napoléon, le 18 octobre 1817 à Saint-Hélène.

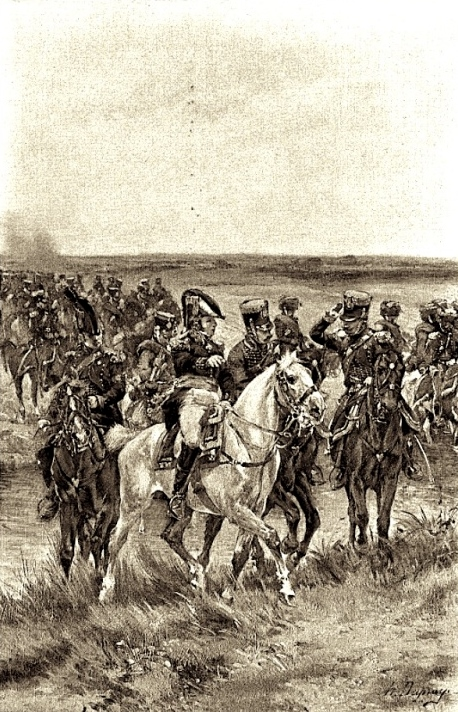
Le maréchal Davout et son état-major en campagne par Henri-Louis Dupray.

Le 1er avril 1812, le 3e corps de Davout est officiellement renommé 1er corps de la Grande Armée. Il reçoit en addition des divisions Friant, Gudin et Morand les divisions Compans et Dessaix, faisant de ce corps de 72 000 hommes, le plus étoffé de l'armée française à l'ouverture de cette campagne.
Première force française à franchir le Niemen le 25 juin,, le 1er corps participe à l'avancée de la Grande Armée qui permet la prise rapide de Vilnius. Les Russes, bousculés par l'offensive française, laissent un vide entre leurs armées en précipitant leur retraite. Souhaitant profiter de cette erreur tactique, Napoléon charge alors Davout de poursuivre Bagration en direction de Minsk avec deux de ses divisions tandis que le corps de Jérôme est censé l'attaquer sur ses arrières. Toutefois, la lenteur et le manque d'entrain affiché par le cadet de la famille Bonaparte viennent compromettre la manœuvre et obligent Davout à faire valoir prématurément un ordre écrit de l'Empereur, lui octroyant toute autorité sur ses troupes. Jérôme, vexé d'être, à la suite de son laxisme, placé sous les ordres d'un simple maréchal, quitte l'armée, laissant ainsi à Bagration la possibilité d'échapper à un anéantissement certain.
Le prince d'Eckmühl, contraint de limiter ses ambitions à la suite de cet incident, parvient toutefois à barrer la route de Vitebsk à Bagration près de Mohilev, sur les bords du Dniepr. À la tête des divisions Compans et Dessaix, il s'oppose durant toute la journée du 23 juillet 1812 à la seconde armée de l'Ouest russe, composée de quatre divisions et d'un corps d'armée en réserve. Reproduisant le schéma tactique d'Auerstaedt visant à choisir méticuleusement son terrain, à fortifier ses positions et à attendre l'ennemi, Davout repousse de 7 heures à 16 heures les assauts répétés du général Raïevski. Les Russes ne pouvant, en raison de la configuration du terrain, qu'engager des effectifs réduits sans possibilité de les appuyer par leur cavalerie ne peuvent percer et finissent, après 9 heures d'un sanglant combat, par se retirer. La route de Vitebsk coupée, Bagration est contraint d'effectuer un détour par l'est pour retrouver Barclay de Tolly à Smolensk, laissant 4 000 soldats russes blessés ou tués sur le champ de bataille contre 1 000 pour les Français.
Le 15 août, le maréchal retrouve l’Empereur devant Smolensk. Napoléon espère que les Russes, désireux de défendre la ville, accepteront enfin de lui livrer bataille. Davout, placé au centre, dirige l'assaut principal à la tête des divisions Friant, Gudin et Morand, remises à disposition du 1er corps. Les Russes opposent d'abord une forte résistance avant de reculer puis décrocher à la faveur de la nuit. Installé dès le lendemain à Smolensk, Napoléon hésite à poursuivre la campagne. Autour de lui, les avis sont partagés. Le maréchal Davout qui, dans sa poursuite des forces de Bagration, n'a pas eu à souffrir des conséquences de la politique de la terre brûlée, prend position pour marcher sur Moscou.
Le 18 août, reprenant la poursuite des forces russes, Ney se heurte à leur arrière-garde sur la colline de Valoutina. Le général Gudin, fidèle divisionnaire et ami personnel de Davout, envoyé par l'Empereur à la tête de sa division pour débloquer la situation, y trouve la mort. Très affecté par cette perte, le maréchal pleure en apprenant la nouvelle. En relève de Ney, dont les troupes sont harassées, Davout est alors placé au service de l'avant-garde au côté de Murat. Connaissant les deux maréchaux et leurs caractères antagonistes, l'Empereur décide de n'en subordonner aucun à l'autre afin de ménager leur susceptibilité, ce qui vient compliquer d'autant le commandement de l'ensemble. De réconciliations factices en menaces de duel, cette pénible cohabitation (dont aucun des deux protagonistes ne sort grandit), dure jusqu'à la bataille de la Moskova.

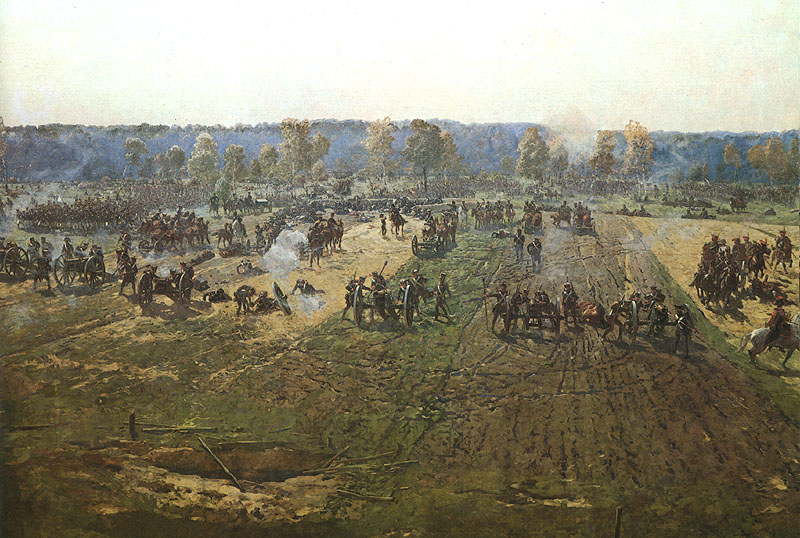
L’artillerie du général Friant canonne les « flèches de Bagration ». Détail du Panorama de Borodino par Franz Roubaud (1912).

Le 5 septembre, sur la route de Moscou, l'avant-garde française bute à Borodino sur l'armée russe retranchée derrière un large dispositif défensif. Après avoir enlevé la flèche isolée de Chevardino puis effectué une reconnaissance des lignes ennemies le 6, Napoléon réunit un conseil de guerre pour élaborer la stratégie du lendemain. Davout, qui est destiné à combattre l'aile gauche russe, propose d'opérer avec ses cinq divisions plus les troupes de Poniatowski un large mouvement tournant pour la bousculer puis l'envelopper. Malgré l'entêtement du maréchal, l'Empereur décide que le mouvement est trop risqué. La crainte que l'armée russe ne lui échappe une nouvelle fois le pousse à privilégier un choc frontal. L'insistance de Davout est telle qu'elle finit par irriter l'Empereur qui le rabroue publiquement : « Ah ! Davout, vous êtes toujours pour tourner l'ennemi. C'est un mouvement trop dangereux ! ».
À la tête de trois de ses divisions — celles de Gérard (ex-Gudin) et Morand ayant été détachées auprès du prince Eugène —, Davout reçoit pour mission d'enfoncer la gauche russe, couverte par les flèches dites de Bagration. La flèche la plus au sud de ce dispositif est attaquée dès l'aube par les divisions Compans et Dessaix. Les Français, canonnés massivement par l’artillerie russe, avancent péniblement. Les fortes pertes subies finissant par ébranler la confiance de ses troupes, Davout est contraint de diriger personnellement l'un de ses régiments lorsqu'un boulet vient le frapper. Sa chute est si violente que Sorbier, témoin de la scène annonce sa mort à Napoléon, qui envoie Murat le remplacer et Larrey lui porter les premiers secours. Le boulet, amorti par son cheval qui est tué sur le coup et par l'un de ses pistolets, qui est brisé dans la fonte, le laisse miraculeusement en vie, lui occasionnant une perte de connaissance et une blessure au ventre.
Après avoir changé de mains à cinq reprises au cours de la matinée, les flèches restent à partir de midi en la possession des corps de Davout et de Ney. Davout poursuit alors sa difficile progression face aux réserves de Koutouzov lancées sur son aile gauche lorsqu'il est touché, au niveau de la cuisse, par des biscaïens. Son chef d'état-major, le général Romeuf, est, lui, tué par un boulet. Fortement commotionné, le maréchal ne tient dès lors que péniblement à cheval et en est réduit à donner l'exemple le reste de la journée. Le 1er corps perd au cours de la bataille son chef d'état-major, tué, ainsi que tous ses divisionnaires, blessés, à l'exception de Gérard. Les généraux Dessaix, Morand, Friant, grièvement touchés, sont même dans l'incapacité de poursuivre la campagne. En quinze jours, Davout perd les trois divisionnaires qu'il commande depuis 10 ans. Le maréchal, lui-même, est blessé au combat pour la première fois de sa carrière. Cantonné à un rôle secondaire au cours de cette bataille, en raison de l'absence de véritable manœuvre, et dépossédé de deux de ses divisions d'origine, son impact sur l'issue de la bataille reste limité.

#### La retraite de Russie
« On le voyait encore, suivant son habitude, s’arrêter à tous les défilés, et y rester le dernier de son corps d’armée, renvoyant chacun à son rang, et luttant toujours contre le désordre. Il poussait ses soldats à insulter et à dépouiller de leur butin ceux de leurs compagnons qui jetaient leurs armes ; seul moyen de retenir les uns et de punir les autres. »

— Description du maréchal Davout lors de la retraite de 1812 par le comte de Ségur.

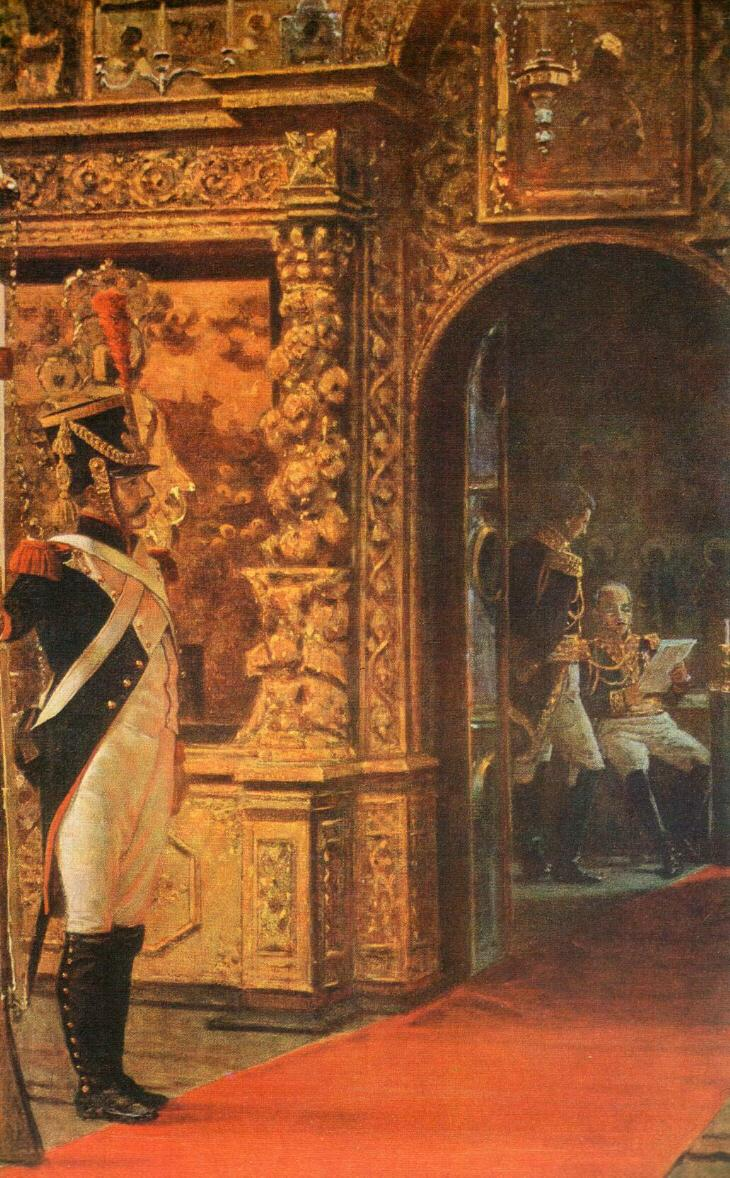
Le maréchal Davout au monastère de Tchoudov, Moscou par Vassili Verechtchaguine (1900).

Davout entre dans Moscou avec les blessés le 15 septembre au soir. Le 16, la ville commence à brûler. La prise de Moscou, ce qu'aucun peuple européen n'a réussi jusqu'alors, connaît un grand retentissement en Europe. Napoléon, persuadé qu'avec la chute de son ancienne capitale et les pertes infligées à son armée, le tsar Alexandre serait dans l'obligation de demander la paix, voit ses espoirs s'écrouler. Après cinq semaines d'occupation et l'arrivée des premiers froids, la retraite est ordonnée.
Le 18 octobre, au départ de Moscou, le 1er corps ne compte plus que 25 000 hommes, dont 1 500 cavaliers. Le plan, suggéré par Davout et arrêté par l'Empereur, consiste à éviter les contrées ravagées à l'aller et à rentrer en Europe par une route plus méridionale, mais la pression exercée par les forces de Koutouzov, notamment à Maloyaroslavets, pousse Napoléon à bouleverser ses plans et à réemprunter la route menant à Smolensk. Placé à l'arrière-garde, le 1er corps est alors confronté aux destructions et maraudes opérées par les corps qui le précèdent et qui le laissent sans ressources. Les routes encombrées par les traînards et piétinées par la multitude se transforment en bourbiers et fournissent à l’ennemi de fréquentes occasions de les retarder. Napoléon, informé par le maréchal des conditions de sa retraite, n'y trouve que des motifs de reproche à lui adresser et envoie Ney, le remplacer.

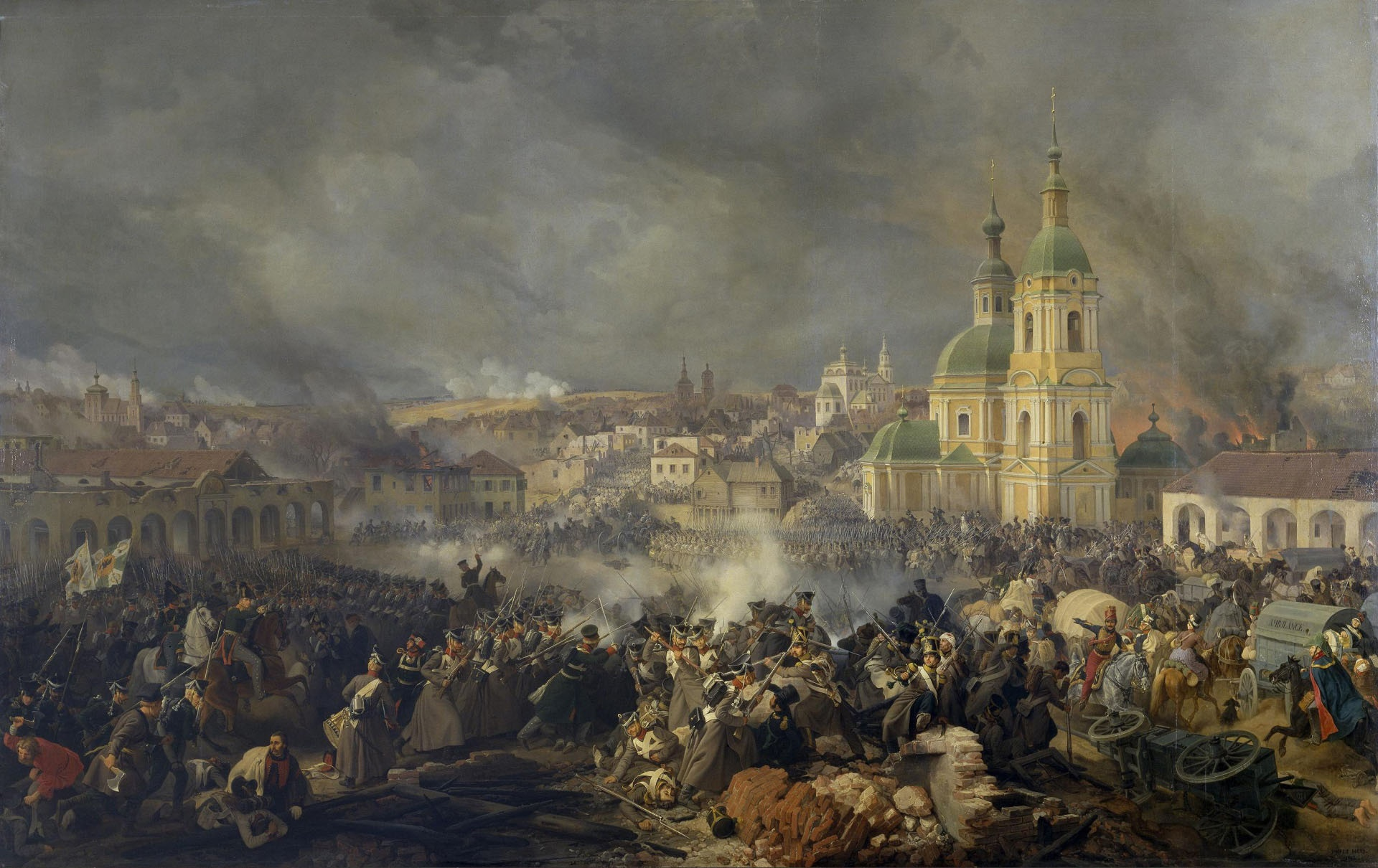
La bataille de Viazma du 3 novembre 1812 par Peter von Hess (1812).

Le 3 novembre, au moment d'atteindre Viazma que garde le corps de Ney, Davout est attaqué, ainsi que les troupes d'Eugène qui le précèdent, par le corps du général Miloradovitch et les cosaques de Platov. Menacés d'être coupés, les deux commandants de corps français, conjuguant leurs efforts, parviennent à gagner la ville au prix de lourdes pertes et dans une confusion jusqu'alors inédite, qui frappe les esprits : « l'ennemi, […] perdit beaucoup de monde, sans obtenir d'autre résultat que d'avoir fait beaucoup de mal au 1er corps, dans lequel il se manifesta quelque désordre au moment où il dépassa celui du Vice-roi. Ce désordre fut encore plus grand au passage du pont de Viasma. Jusque-là et tant qu'il avait dû, seul, faire face aux attaques de l'ennemi, le 1er corps avait soutenu l'honneur de sa réputation, quoique vivement harcelé et entamé par l'artillerie. On remarqua ce désordre momentané, parce que c’était la première fois que cette valeureuse infanterie rompait ses rangs et obligeait son tenace chef à céder. […] C'est de là que datent la désorganisation et nos malheurs. Ce 1er corps qui était le plus nombreux, le plus beau, l'émule de la Garde en entrant en campagne, était alors le plus défait et le mal ne fit que s’accroître ».
Le 11 novembre, le 1er corps atteint Smolensk avec 12 000 hommes et 24 pièces de canon. Il en repart le 16, avec moins de six jours de provisions. Les Russes, réitérant leur stratégie de Viazma, profitent de la marche en échelon opérée par l'armée française pour s'intercaler entre les corps français et leur barrer la route en avant de Krasnoï. Informé de la situation du corps d’Eugène, qui ne doit son salut qu'au sacrifice de la division Broussier, le 1er corps parvient, en dépit des ravages causés par l'artillerie russe, à effectuer sa jonction avec la Jeune Garde de Mortier envoyée à son secours. Il profite de l'indécision du commandement russe pour percer les lignes adverses à la suite d'un assaut initié par la division Morand. Les bagages du 1er corps sont abandonnés dans la retraite, y compris les équipages personnels de Davout dont son bâton de maréchal, aujourd'hui exposé à Moscou.
Le 1er corps, exsangue, ne se résume dès lors plus qu'à une masse de piétons : « le maréchal lui-même avait tout perdu ; il était sans linge et exténué de faim. Il se jeta sur un pain qu'un de ses compagnons d'arme lui offrit et le dévora ». Toutefois, Napoléon, qui ne peut se résoudre à abandonner Ney, charge Davout d'attendre « le temps qu'il jugerait convenable » le 3e corps qui ferme la marche. Le 18 au soir, menacé de voir sa retraite coupée, sans possibilité de communiquer avec Ney et avec moins 5 000 hommes en état de combattre, Davout décide, après de longues heures d'attente sous −25 °C, d'abandonner ses positions et de rejoindre Napoléon à Orcha. Ney, qui trouve la route de Krasnoï coupée, réalise une percée héroïque par le nord qui lui permet, alors qu'on le croit perdu, de rejoindre finalement l'armée à la tête d'une poignée d'hommes. Bien que dans l'impossibilité matérielle de lui porter assistance, Davout est vertement critiqué et publiquement accusé de l'avoir abandonné,.
Du 27 au 29 novembre, le maréchal organise, sur la rive gauche de la Bérézina, le passage de son corps (réduit à quelques centaines d'hommes), de l'artillerie ainsi que de tous les traînards. L'armée pouvant dès lors être considérée comme sauvée, Napoléon annonce le 5 décembre son départ pour Paris et son remplacement par Murat. Ce dernier s'acquitte de cette tâche jusqu'au 16 janvier 1813, date à laquelle il annonce à son tour sa volonté de quitter l'armée et de regagner son royaume. Ne pouvant toutefois justifier d'une permission impériale, Murat se lance dans une violente diatribe contre l'Empereur au cours de laquelle il déclare ne plus vouloir servir un « insensé ». Ces mots sont l'occasion d'une nouvelle altercation entre Davout et Murat qui l'accuse devant ses pairs « d'une noire ingratitude », tout en lui rappelant « qu'il n’était roi que par la grâce de Napoléon et du sang français ».

### Campagne d'Allemagne (1813)

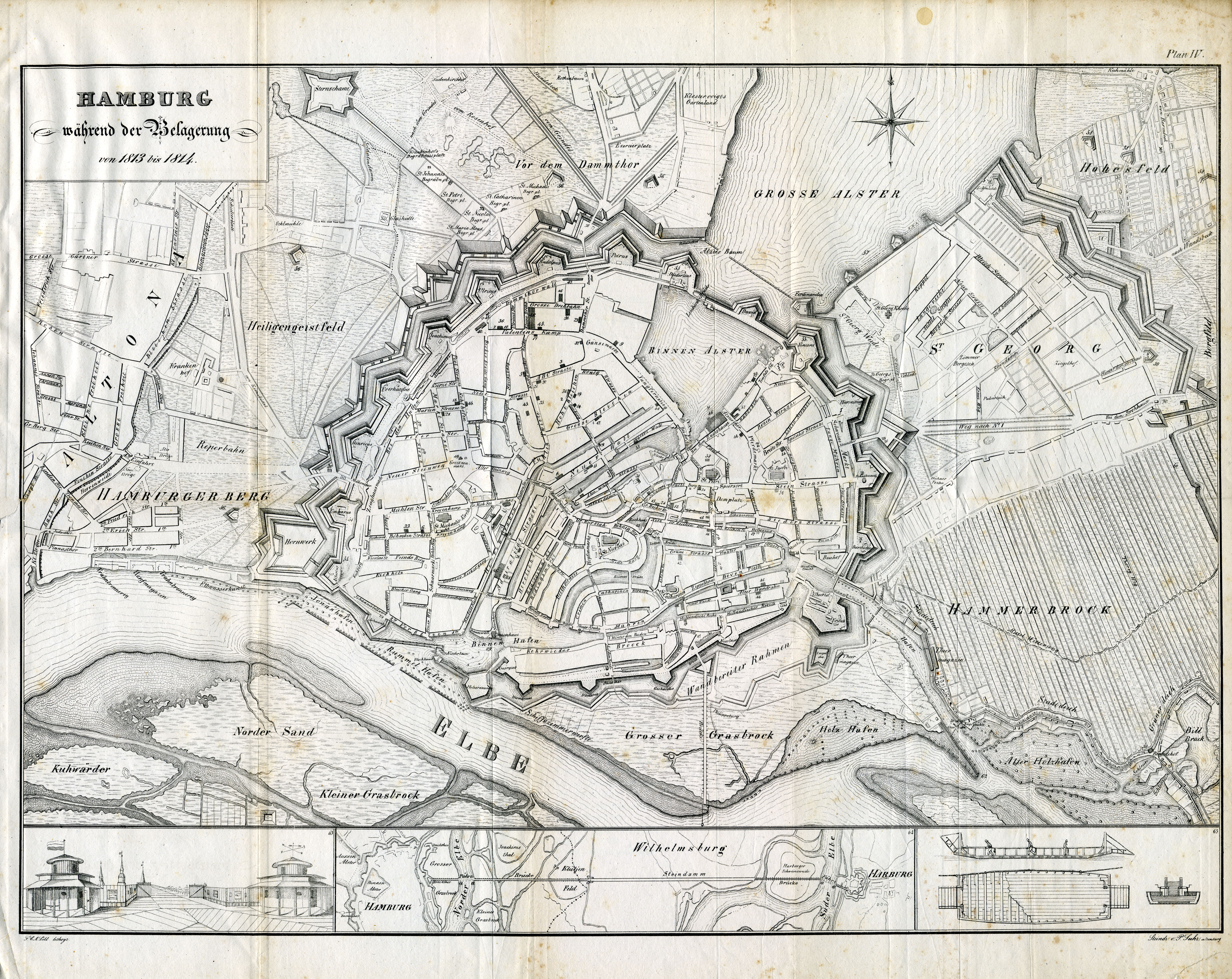
Carte du siège de Hambourg (1813 - 1814).

À la suite de la retraite de Russie, Davout, isolé en Allemagne et sans ordre de Paris, s’attelle à réorganiser l’armée et à assurer la défense de l’Oder puis de l’Elbe. Ses mesures immédiates permettent de renforcer, face à l'avancée russe, les citadelles de Stettin et de Custrin qui ne capitulent respectivement que le 5 décembre 1813 et le 20 mars 1814. Sans commandement fixe, le maréchal organise du 13 au 19 mars 1813, la défense de Dresde au cours de laquelle il s'attire les foudres de la population allemande, alors en pleine fermentation nationaliste, en faisant partiellement sauter l'un des ponts historiques de la ville.
Nommé en avril 1813 au commandement de l’aile gauche de l'armée, avec siège à Hambourg, Davout parvient à soumettre cette région récemment soulevée contre l'autorité française avant la signature de l'armistice de Pleiswitz. L'Empereur souhaitant faire un exemple des départements hanséatiques en vue de ramener l’Allemagne du Nord dans le giron impérial, ordonne à Davout une répression extrêmement sévère. Le maréchal parvient toutefois à tempérer les ordres reçues en se contentant de prélever d’importantes contributions contre la signature d'une amnistie.
Le 1er juillet , matérialisant l’affectation de ses troupes à un théâtre d’opérations secondaire son corps d'armée, constitué de 30 000 jeunes recrues françaises et d'une division danoise commandée par le prince de Hesse, est renommé le 13e corps. L'armistice n'étant pas reconduit et la Prusse s'étant rangée dans le camp ennemi, Napoléon décide de lancer une offensive contre Berlin. Dans cette optique, le 13e corps se voit chargé de contenir l'armée du Nord alliée commandée par Bernadotte dans le nord de l'Allemagne, puis d'appuyer le mouvement des forces françaises dans leur action contre la capitale prussienne. Le 17 août 1813, Davout lance les hostilités en Mecklembourg, perce la ligne de défense ennemie à Lauenbourg puis atteint Wismar et Schwerin ; mais l'entrée en guerre de l'Autriche contre la France contraint Napoléon à bouleverser ses plans.
La campagne commencée victorieusement tourne court : l'éparpillement des différents chefs de corps français, imposé par la nouvelle situation, entraîne leurs défaites successives à Gross Beeren puis Dennewitz. Davout, invaincu mais isolé, ne reçoit dès lors plus aucune communication du Q.G. impérial. Livré à lui-même, il se replie sur le secteur de Hambourg et fait fortifier la ville, ainsi que Harbourg, qui ne comportent pas de défense. Il emmagasine neuf mois de vivres, chasse les bouches inutiles sur la ville neutre d'Altona et fait raser les habitations construites sur les glacis afin de dégager les champs de tir et éviter les infiltrations ennemies. Enfin, devant la passivité des notables et des commerçants à régler les contributions préalablement fixées, il fait saisir et mettre sous séquestre, conformément aux ordres de l'Empereur et aux lois de la guerre, la banque de Hambourg afin d'assurer les besoins de la défense et le maintien de l’ordre public,.
Il tient ainsi la place tout l'hiver, repoussant héroïquement toutes les attaques d'un adversaire pourtant nettement supérieur en nombre et en moyens, et effectue même au printemps 1814 plusieurs sorties destinées à se donner de l'air et à procurer du fourrage aux chevaux. En vain, les armées russe, prussienne et suédoise, totalisant durant ce siège jusqu'à 120 000 hommes, cherchent-elles à s’emparer de la ville et à ébranler la fermeté du prince d’Eckmühl.
Le maréchal tient ainsi Hambourg jusqu'à l'abdication de Napoléon, en avril 1814. N'ayant reçu aucune communication officielle et ne faisant pas confiance aux officiers russes qui lui livrent une guerre psychologique depuis des mois, il refuse même d'accorder le moindre crédit aux affirmations du général Bennigsen qui se déclare porteur d'instructions du nouveau gouvernement français et fait tirer sur le drapeau fleurdelisé du roi de France, maladroitement hissé pour tenter de le convaincre. Il ne consent à remettre la ville que le 11 mai 1814, au général Gérard, chargé officiellement par Louis XVIII de le relever de son commandement et de l'évacuer de Hambourg.

## Première Restauration

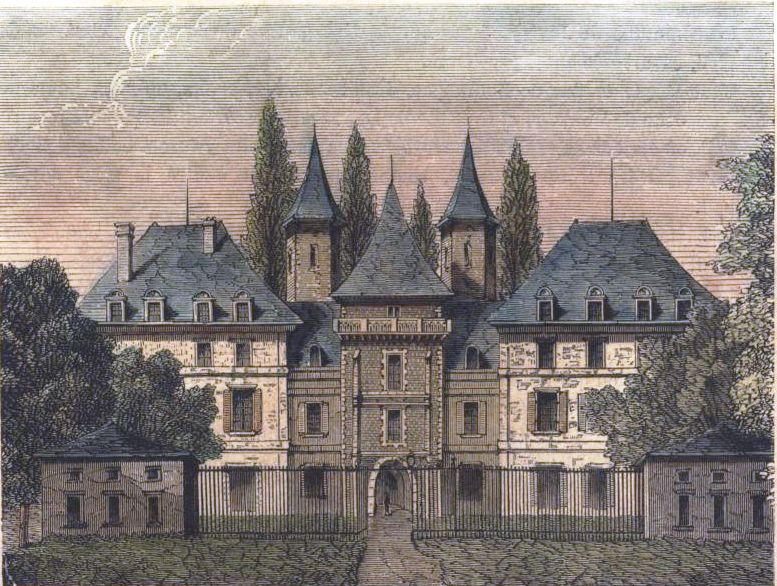
Domaine de la famille Davout à Savigny sur Orge.

À peine rentré en France, le maréchal Davout se voit signifier par le ministre de la Guerre l'ordre de ne pas résider à Paris. Il se retire alors dans son domaine de Savigny-sur-Orge. Le 17 juin, moins d'une semaine après son arrivée, le général Dupont de l'Étang l'informe que le roi a reçu des plaintes sur son comportement à Hambourg. Trois accusations sont portées contre lui : avoir fait tirer sur le drapeau blanc après avoir acquis la certitude du rétablissement des Bourbons, avoir accaparé [à son profit] les fonds de la banque de Hambourg et avoir « commis des actes arbitraires qui tendaient à rendre odieux le nom français ». Après avoir reçu fin juin les archives de son commandement, Davout rédige le Mémoire de M. le Maréchal Davout, Prince d'Eckmühl au Roi qu'il envoie à Louis XVIII le 20 juillet. Dans cet ouvrage d'une trentaine de pages, il réfute scrupuleusement toutes les accusations portées contre lui, sans céder au style courtisan en vogue à l'époque. Le 26 juillet, le ministre de la Guerre l'informe que le roi a accepté son Mémoire, qu'aucune poursuite ne sera menée contre lui, et qu'il est même autorisé à publier le document pour faire taire les critiques.
Malgré cela, le maréchal est poursuivi par la vindicte des milieux ultra-royalistes et Louis XVIII est contraint de le maintenir en disgrâce. Une démarche collective des maréchaux, y compris des très « en cour » Ney et Soult, ne parvient pas à faire infléchir la position du souverain. Cette disgrâce a deux conséquences : la propriété de Davout devient assez vite un repaire de mécontents et de bonapartistes, et le maréchal lui-même n'est pas appelé à venir prêter son serment de fidélité au nouveau souverain. C'est donc sans états d'âme qu'il rallie Napoléon dès son entrée aux Tuileries lors des Cent-Jours.

## Les Cent-Jours
À son retour de l'île d'Elbe, Napoléon doit de nouveau faire face à l’ensemble de l’Europe coalisée. Or l’armée, principal soutien du régime impérial et premier poste de dépense de l’État, a été volontairement négligée par le gouvernement de Louis XVIII. Afin de rééquiper l’armée et la rendre opérationnelle le plus rapidement possible, l’Empereur nomme dès son retour à Paris, le 20 mars 1815, le maréchal Davout au poste de ministre de la Guerre. Le prince d'Eckmühl, présent aux Tuileries afin d'obtenir un commandement, refuse dans un premier temps cette nomination avant de céder face à l'insistance de l'Empereur.

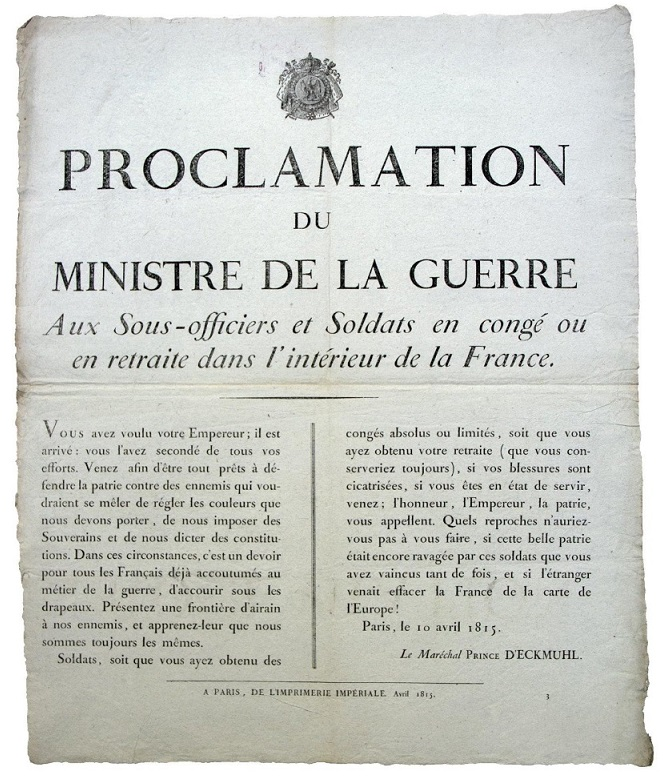
Proclamation du maréchal Davout, ministre de la guerre, en date du 10 avril 1815 rappelant les troupes congédiées sous la restauration à revenir sous les drapeaux.

Le maréchal, installé dès le lendemain à l'hôtel de Brienne, ne peut que constater l'ampleur des difficultés qui l'attendent : alors que le temps manque, les caisses de l’État sont vides et la capacité de production du pays est limitée. Afin de pallier ces carences structurelles, Davout procède à l'ouverture de manufactures d'armes et d'ateliers de production dans toute la France, fait réparer les fusils endommagés et réquisitionne les montures des gendarmes, des particuliers et des relais de poste. En moins de trois mois, il parvient à reconstituer un parc de 41 000 montures destinées à la cavalerie et de 17000 pour l'artillerie, fait fabriquer 74 000 fusils ainsi que 12 millions de cartouches et plus de 100 000 uniformes et paires de chaussures. Toutefois, si Davout réussit à rééquiper l’armée en un temps record, la France n’a plus aucune ressource disponible. Pour Napoléon, qui compte s’approvisionner sur les magasins de l’ennemi, la campagne de 1815 se doit d'être victorieuse.
Travaillant au rétablissement de la légitimité impériale, Davout doit également faire face au cours de son mandat, aux insurrections qui éclatent en Vendée ainsi que dans la vallée du Rhône où les unités des 10e et 85e de ligne entrent en rébellion. Le pays étant agité, le maréchal ne peut recourir à la conscription et se limite à rappeler les classes de 1814 pour reconstituer l'armée. Afin de renforcer la défense du territoire national et de maximiser le nombre de troupes mobilisables, le nouveau ministre lève par décret 130 000 volontaires parmi les gardes nationales, remet en état les fortifications et affecte à leur défense les invalides ou militaires en retraite. Il mobilise également dans les zones frontalières les gardes forestiers et les douaniers, dont il a déjà pu apprécier les qualités de combattants à Hambourg, et procède au remplacement aux frontières et dans les grandes places des généraux qu'il juge trop attachés au roi.
À l'ouverture de la campagne, Napoléon dispose d'une masse de manœuvre de 280 000 combattants répartie en 8 corps d'armées comprenant au total : 28 divisions d'infanterie, 20 régiments de cavalerie lourde et 36 régiments de cavalerie légère,. À cette force principale vient s'ajouter une troupe auxiliaire de 220 000 hommes destinée à la défense des villes et des places fortes.
Davout, dont le caractère franc et martial correspond peu à celui d'un simple exécutant, demande à plusieurs reprises à être déchargé de ses fonctions et à recevoir un commandement sur le terrain. L'Empereur, soucieux d'avoir auprès de lui un homme capable d'exécuter ses ordres avec énergie et de laisser, une fois rentré en campagne, quelqu'un de confiance pour tenir la capitale en main, s'y refuse. Entre les deux hommes, la collaboration est étroite mais difficile.

### L'après Waterloo
« L'Empereur a abdiqué après avoir mis à la France dans la position la plus critique. Le souvenir qu'il nous a laissé nous impose l'obligation de rien dire contre lui et de laisser à la postérité le soin de le juger. »

— Lettre de Davout adressée à Vandamme, le 29 juin 1815.
Le 21 juin 1815, le prince d'Eckmühl supervise les travaux de fortification de Paris avec le général Haxo lorsqu'il apprend le retour de Napoléon à Paris et l'anéantissement de l'armée à Waterloo. À la lumière des rapports qu’il a sous les yeux, l’homme qui a réorganisé l’armée française comprend que la France n’a plus les moyens de poursuivre la guerre et n'est pas en mesure de renvoyer ce qui reste de l’armée au combat. De leur côté, n’ignorant rien de la situation militaire, financière et logistique, les députés de la Chambre, réunis à la nouvelle de la défaite de Waterloo et encouragés en sous-main par Fouché, poussent Napoléon vers une seconde abdication.
L'Empereur, encouragé par Carnot et son frère Lucien, souhaite encore croire au soir du 21 juin en la possibilité d'un coup de force contre la Chambre. Le maréchal, habituellement partisan des mesures énergiques, déclare, résigné, lors du Conseil des ministres : « le moment d'agir est passé, la résolution des représentants est inconstitutionnelle, mais c'est un fait consommé. Il ne faut pas se flatter dans la circonstance présente de refaire un 18 brumaire. Pour moi, je me refuserai d'en être l'instrument ». Napoléon est contraint d'abdiquer le lendemain pour la seconde fois. Dans la foulée, la Chambre des représentants élit une commission exécutive de cinq membres, présidée par Fouché, pour remplacer le pouvoir exécutif. Cette dernière confie le 23 juin le commandement de l'armée en déroute à Davout qui l'accepte, actant ainsi son divorce avec le régime impérial.
Le nouveau gouvernement, considérant que la présence de l'Empereur à Paris constitue un ferment d'excitation populaire, réclame son éloignement de la capitale. Davout est alors chargé de lui faire cette commission. L'entretien entre les deux hommes est glacial. Ils se quittent, sans même un serrement de main.
Le maréchal, qui ne croit plus en l'utilité de la lutte, est paradoxalement chargé d'organiser la défense de Paris à la tête de 70 000 hommes. Blücher, qui s'imagine enlever la ville avec la même facilité qu'en 1814, rejette toute demande d'armistice de la part des Français et engage au matin du 30 juin ses troupes dans les plaines des vertus. Après une journée de combats, les forces commandées par Davout les repoussent en avant du canal de Saint-Denis. L'armée prussienne, trop confiante en sa propre puissance, décide alors de contourner les défenses françaises par l'Ouest en prenant le risque de tendre ses lignes de communication et d'exposer son flanc gauche à une attaque française,. Face à cette témérité, perçue comme un affront, Davout, par ailleurs conscient de ne pouvoir organiser une vaste offensive sans compromettre les négociations de paix en cours, décide de lancer contre l'avant-garde prussienne la cavalerie du général Exelmans qui la met en déroute devant Rocquencourt,. À l'annonce de cette nouvelle, l'armée, animée d'un esprit de revanche et galvanisée par ce succès, accuse Davout de sacrifier l'honneur de l'armée en renonçant à livrer bataille sous les murs de Paris.

« Je trouvais le maréchal Davoust, à pied, les bras croisés, contemplant cette belle armée qui criait : en avant ! Lui, silencieux, ne disait mot ; il se promenait le long des fortifications, sourd aux supplications de l'armée qui voulait marcher sur l'ennemi […] Ce n’était plus le grand guerrier que j'avais vu naguère sur le champ de bataille, si brillant. Tous les officiers le fuyaient. S'il avait voulu, sous les murs de Paris, lui qui était le maître des destinées de la France, il n'avait qu'à tirer son épée. »

— Description de Davout par le capitaine Coignet, juillet 1815.
Le 3 juillet, une convention mettant fin aux hostilités est signée à Saint-Cloud. Davout démissionne de son poste de ministre et prend la tête de l'armée qui doit être évacué derrière la Loire. Lorsque les Autrichiens franchissent le fleuve, il lui suffit de les menacer d’une bataille pour que ces derniers rebroussent chemin. Souhaitant préserver l'armée de toutes représailles, il fait sa soumission au gouvernement royal le 14 juillet et remet le commandement de l’armée au maréchal Macdonald, chargé de la licencier. Lorsqu'il prend connaissance de l’ordonnance du 24 juillet 1815, qui proscrit un certain nombre de généraux ayant servi sous Napoléon, il écrit au nouveau ministre de la Guerre, le maréchal Gouvion-Saint-Cyr, pour lui demander de substituer son nom à celui de ces généraux, attendu que ces derniers n’ont fait qu’obéir à ses ordres. Profondément abattu, le maréchal prend conscience que les sacrifices et renoncements personnels auquel il a consenti au cours des précédentes semaines l'ont été en vain. Il prend alors l'initiative d'aider, avec la complicité de Macdonald, les différents généraux proscrits à s'enfuir avant de mettre définitivement un terme à sa carrière militaire, le 1er août 1815, à l'âge de 45 ans.

## Fin de carrière
Le maréchal, retiré de la vie publique, ne sort de sa retraite qu'en décembre 1815 pour assister au procès du maréchal Ney. Face à une Chambre des pairs hostile, il n'hésite pas à déclarer que si la sûreté des militaires présents à Paris n’avait pas été garantie par les Alliés, il n’aurait pas signé la convention de Saint-Cloud et aurait livré bataille. Conséquence de son soutien au prince de la Moskova, le prince d'Eckmühl est assigné à résidence le 27 décembre dans la commune de Louviers, dans l'Eure et se voit privé de tous ses traitements. Ne bénéficiant par ailleurs plus des revenus issus de ses dotations à l'étranger, il connaît, avec sa femme et ses enfants, une gêne financière importante qui le contraint à mettre en location son hôtel parisien et à vendre une partie de ses biens. Le désœuvrement, les préoccupations et l'humidité froide de cette région marécageuse ont des répercussions sur sa santé, qui décline progressivement.

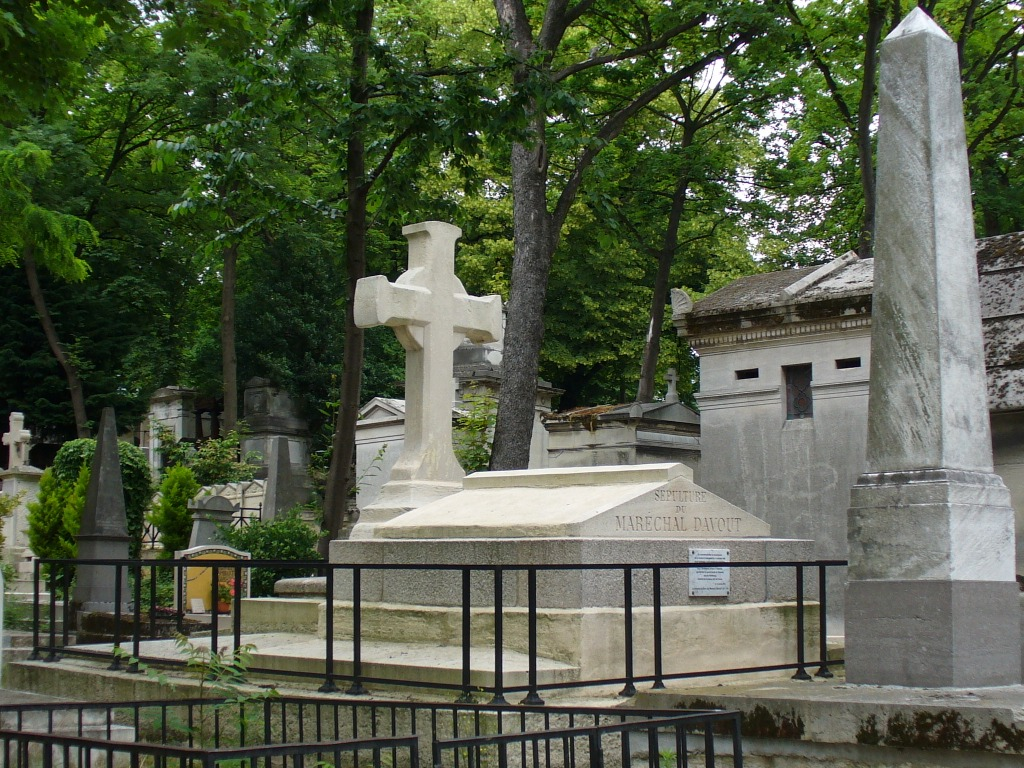
Tombe du maréchal Davout au cimetière du Père-Lachaise à Paris (28e division).

Il parvient toutefois, grâce à l'entremise du duc de Doudeauville, ainsi que de ses amis Oudinot et Macdonald, à obtenir l'autorisation de rentrer à Savigny en juin 1816. Il lui faut toutefois attendre plus d'un an pour recouvrer son bâton de maréchal et remonter les échelons de la hiérarchie sociale. Il est ainsi nommé, le 11 février 1819, chevalier de Saint-Louis puis est appelé le 5 mars suivant à la Chambre des pairs, où il siège parmi les libéraux et y défend l'armée ainsi que plusieurs de ses anciens camarades. Afin d'occuper le maréchal tout en le maintenant éloigné de la capitale, le roi le nomme également maire de Savigny.
Le 19 août 1821, sa fille aînée, la comtesse Vigier, meurt en couches. Davout en éprouve un immense chagrin qui aggrave son état de santé déjà déficient. Atteint de phtisie pulmonaire, il doit quitter Savigny trop humide et trop froid pour son hôtel parisien du 107 rue Saint-Dominique, où il meurt le 1er juin 1823 à l'âge de 53 ans, après une longue et douloureuse agonie stoïquement supportée.
Ses obsèques sont célébrées le 4 juin en présence de quelques maréchaux et d'un grand nombre de généraux, d'officiers et de membres des deux Chambres, mais sans aucune représentation de la famille royale. Malgré une interdiction ministérielle, un grand nombre d'anciens soldats du 3e corps, pensionnaires de l’hôtel des Invalides, bravent l'interdiction et les mesures prises par le gouverneur de Paris afin de pouvoir assister à la cérémonie et lui rendre ainsi un dernier hommage. La maréchale est contrainte d'intervenir personnellement auprès du roi pour que les menaces de renvois ne soient pas mises à exécution.
Le maréchal Jourdan prononce, à l’église Sainte Valère, l'éloge funèbre au nom de l'armée. Un an plus tard, le 8 juin 1824, le maréchal Suchet en fait de même à la Chambre des pairs. Le maréchal Davout est inhumé au cimetière du Père-Lachaise dans le carré des maréchaux, non loin de Masséna et auprès de sa fille Joséphine, dans une tombe se voulant simple.

## Considérations
Très probablement le meilleur maréchal de Napoléon sur le plan tactique, il est demeuré invaincu sur le champ de bataille tout au long des guerres napoléoniennes. Pour son biographe le docteur Hourtoulle, il fut le seul à pouvoir peut-être égaler Napoléon d’un point de vue tactique. Son plus grand chef-d'œuvre fut la bataille d'Auerstedt en 1806. Il s'y impose à près de un contre trois. Il se distingue également à Eckmühl. Napoléon dit alors de lui :

« Regardez ce Davout comme il manœuvre. Il va encore me gagner cette bataille-là ! »

Fin stratège, Davout était capable d'assumer un commandement indépendant comme ce fut le cas à Auerstedt ou à Hambourg. Administrateur capable, il montra de solides capacités d'organisateur en tant que ministre de la guerre.
De plus, Davout imposait une discipline de fer sur ses soldats ce qui lui valut le surnom de « Maréchal de fer ». Pendant la retraite de Russie, ces hommes font partie des seuls à garder un semblant de cohésion. Mais ce n'est pas tout. On a souvent attribué la victoire d'Austerlitz à Napoléon (et Soult). En réalité, cette victoire n'aurait pas été possible sans Davout. Selon le plan de Napoléon, le 3e corps de Davout devait constituer l'aile droite de la Grande Armée. Problème : son corps était très loin du reste de l'armée. Pour la rejoindre, Davout et ses hommes ont dû effectuer une marche forcée de près de 150 km en 48 heures. Arrivant à temps sur le champ de bataille d'Austerlitz, ses 10 000 hommes, probablement épuisés, sont attaqués par les 40 000 hommes de Koutouzov. Malgré une infériorité numérique flagrante, Davout résiste et cela permet au plan de Napoléon de marcher. Pour Jean Tulard, « il fut le principal artisan de la victoire d’Austerlitz ».
En addition de son talent tactique, Davout resta fidèle à l’Empereur toute sa vie. Après l’exil de Napoléon à l'île d'Elbe, il se retire dans son domaine familial avant de rejoindre l’année suivante Napoléon durant ses Cent jours. À la suite de Waterloo, il est exilé et perd ses titres, mais qu’importe pour le héros d’Auerstaedt qui resta loyal à l’Empire malgré la contrainte.

## Titres et distinctions

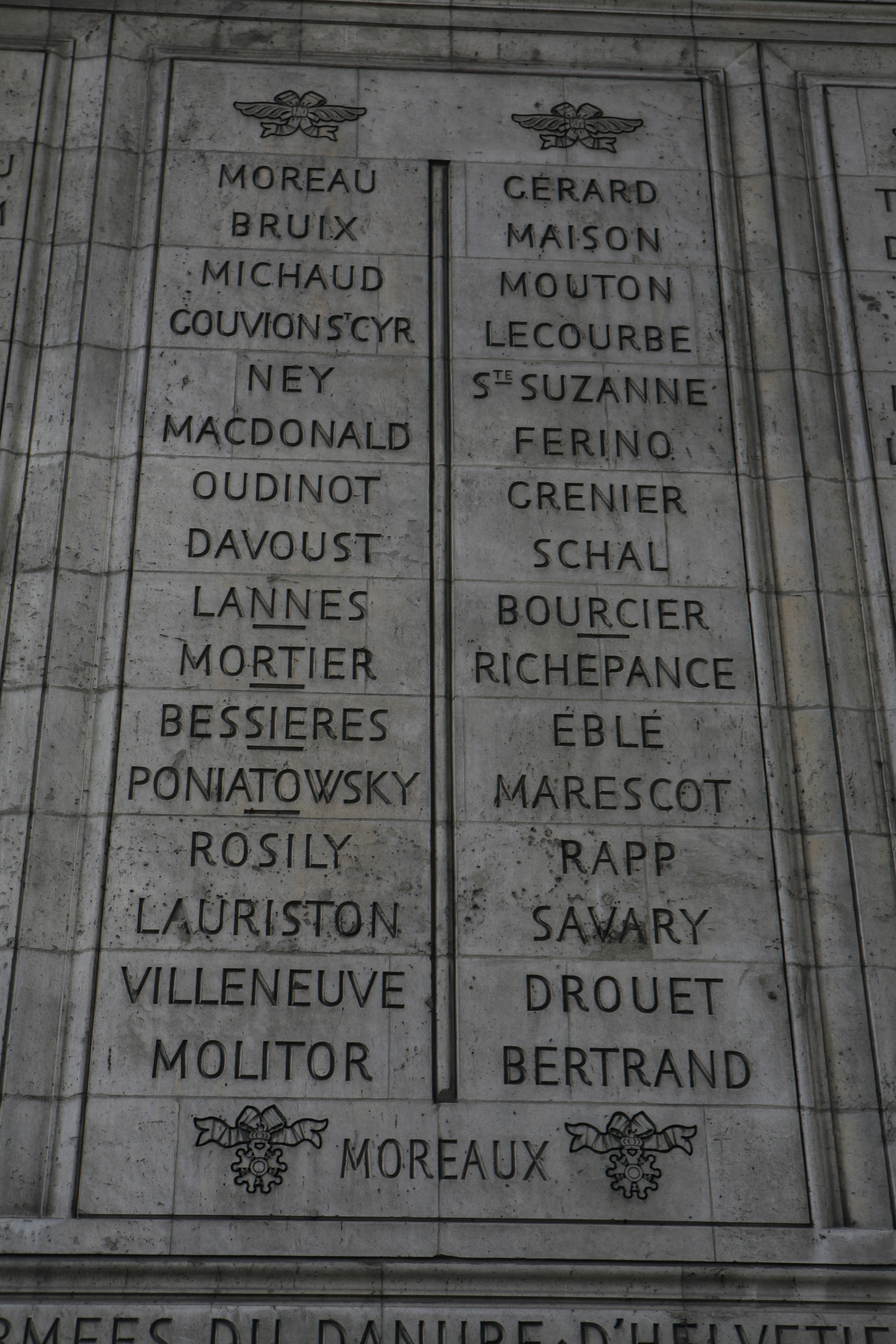
Noms gravés sous l'arc de triomphe de l'Étoile : pilier Est, 13e et 14e colonnes.

Davout est fait duc d'Auerstaedt par lettres patentes du 2 juillet 1808 et prince d'Eckmühl par lettres patentes du 15 août 1809. Il se voit attribuer, en outre, plusieurs décorations françaises et un nombre exceptionnel de décorations étrangères.

### Françaises
- Légion d'honneur  Empire français) :
  - « Légionnaire » (11 décembre 1803)[272] puis,
  - Grand officier (14 juin 1804, et chef de la 6e cohorte)[272] puis,
  - Grand aigle de la Légion d'honneur (2 février 1805)[273] ;
- Chevalier de Saint-Louis (10 février 1819,  Royaume de France)[274].

### Étrangères
- Chevalier de l'ordre de la Couronne de fer ( Royaume d'Italie)[274] ;
- Grand-croix de l'ordre du Christ (28 février 1806,  Royaume de Portugal)[274] ;
- Grand-croix de l'ordre de l'Aigle blanc ( Duché de Varsovie)[274] ;
- Grand-croix de l'ordre militaire de Saint-Henri (16 avril 1808,  Royaume de Saxe)[274] ;
- Grand-croix de l'ordre militaire de Maximilien-Joseph de Bavière ( Royaume de Bavière)[274] ;
- Grand-croix de l'ordre militaire de Virtuti Militari (17 avril 1809,  Duché de Varsovie)[274] ;
- Grand-croix de l'ordre de Saint-Étienne de Hongrie (4 avril 1810,  Empire d'Autriche)[274] ;
- Grand-croix de l'ordre militaire de Marie-Thérèse ( Empire d'Autriche)[274] ;
- Grand-croix de l'ordre de l'Éléphant ( Danemark-Norvège)[274].

## Armoiries
| Figure | Blasonnement |
|        | Armes des d'Avout De gueules, à la croix d'or chargée de cinq molettes de sable. - Devises : 1. Justum et Tenacem 2. Virtuti Pro Patria - Adage : « Quand un Davout sort du berceau, une épée sort de son fourreau. » |
|        | Armes de Davout D'or, à deux lions léopardés rampants de gueules, tenant de la patte dextre une lance polonaise de sable, l'un en chef à dextre, et le second contourné en pointe à sénestre, bordure componée d'or et de gueules ; au chef des ducs de l'Empire brochant.,. Maréchal de l'Empire (19 mai 1804), 1er duc d'Auerstaedt et de l'Empire (2 juillet 1808, lettres patentes du 8 juillet 1808), 1er prince d'Eckmühl et de l'Empire (15 août 1809, lettres patentes signées au palais de Schönbrunn), pair de France (2 juin 1815 - Cent-Jours), duc et pair (le 5 mars 1819 , lettres patentes du 15 février 1823). |

## Mariage et descendance

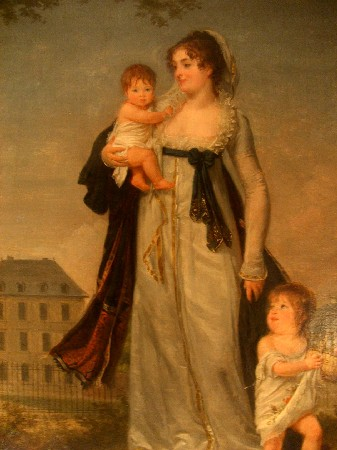
Aimée Leclerc (1782-1868) ou La maréchale Davout et ses enfants à Savigny, artiste inconnu.

Davout épouse en secondes noces, le 9 novembre 1801, Louise Aimée Julie Leclerc, sœur du général Charles Victoire Emmanuel Leclerc et belle sœur de Pauline Bonaparte. De complexion similaire, le couple est réputé heureux et fidèle malgré de longues périodes de séparation.
De leur union naissent huit enfants, dont quatre atteignent l'âge adulte :
- Paul (août 1802 - août 1803)[108] ;
- Joséphine (mai 1804 - juin 1805)[108] ;
- Antoinette Joséphine (août 1805 - 1821, ⚭ 1820 Achille Vigier)[278] ;
- Adèle Napoléone (juin 1807 - 21 janvier 1885, ⚭ 1827 Étienne de Cambacérès)[278] ;
- Napoléon (février 1809 - juin 1810)[108] ;
- Napoléon-Louis (6 janvier 1811 - 13 juin 1853, 2d Duc d'Auerstaedt, Prince d'Eckmühl)[278] ;
- Jules (décembre 1812 - 1813)[278] ;
- Adélaïde-Louise (juillet 1815 - octobre 1892, ⚭ 17 août 1835 François-Edmond de Couliboeuf, Marquis de Blocqueville)[278].

La maréchale survit 45 ans à son mari et décède en 1868, après avoir vu mourir en 1853 son fils unique Napoléon-Louis avec qui disparaît le titre de prince d'Eckmühl. En 1864, l'empereur Napoléon III autorise toutefois le général Léopold Davout, neveu du maréchal, à relever le titre de duc d'Auerstaedt. De lui descend en ligne directe le duc actuel.

## Œuvres
- Mémoire de M. le Maréchal Davout, Prince d'Eckmühl au Roi, Paris, Éditions Gabriel Warée, Réimpression par les Éditions Berger-Levrault, 1814 (réimp. 1890), 172 p. (lire en ligne).
- Correspondance du maréchal Davout, prince d'Eckmühl : ses commandements, son ministère, 1801-1815. : avec introd. et notes, par Ch. de Mazade, vol. 4, Paris, Éditions Plon, 1885 (lire en ligne).
- Le Maréchal Davout, Prince d'Eckmühl. Correspondance inédite (1790-1815). Pologne, Russie, Hambourg., Paris, Éditions Perrin, 1887 (lire en ligne).
- Opérations du 3e corps (1806-1807) : Rapport du Maréchal Davout, Duc d'Auerstaedt, Paris, Éditions Calmann-Lévy, 1896, 385 p. (lire en ligne).

Les papiers personnels de Louis Nicolas Davout sont conservés aux Archives nationales sous la cote 133AP.

## Mémoire

### Hommages
- Le nom du maréchal Davout est inscrit sous l'arc de triomphe de l'Étoile (pilier Est) à Paris ;
- Il a donné son nom en 1864 à l'un des boulevards de ceinture de Paris : le boulevard Davout dans le 20e arrondissement ;
- La 174e (1977-1979) promotion de l'École spéciale militaire de Saint-Cyr porte le nom de Maréchal Davout ;
- Le phare de la pointe de Saint-Pierre à Penmarc'h (Finistère), porte le nom de phare d’Eckmühl en hommage au maréchal. Ce nom est dû au legs testamentaire d’Adélaïde-Louise de Blocqueville, fille du maréchal, pour la construction d'un phare ;
- Une statue à son effigie a été érigée en 1867 par Auguste Dumont à Auxerre[282] ; la même statue en réduction, elle aussi fondue par Thiébaut, trône dans le phare d'Eckmühl ;
- La ville de Savigny-sur-Orge lui a consacré un musée ainsi qu'une place.